# Lista de asteroides (402001-403000)
Esta é uma lista parcial de asteroides, do asteroide número 402001 até o 403000, inclusive. Veja também o índice com todas as listas disponíveis.

| Objeto Próximos à Terra | Cinturão de asteroides (interno) | Cinturão de asteroides (externo) | Centauro       |
| Cruzador de Marte       | Cinturão de asteroides (meio)    | Troianos de Júpiter              | Transnetuniano |

Veja mais dados de cada asteroide na ligação externa para o Minor Planet Center na última coluna.
Índice: 402001... 402101... 402201... 402301... 402401... 402501... 402601... 402701... 402801... 402901... 

## 402001–402100
| Designação | Designação | Descoberta  | Descoberta        | Descobridor(es)         | Categoria | Mais informações / Referência |
| Permanente | Provisória | Data        | Local             | Descobridor(es)         | Categoria | Mais informações / Referência |
| ---------- | ---------- | ----------- | ----------------- | ----------------------- | --------- | ----------------------------- |
| 402001     | 2003 PR8   | 25 jul 2003 | Socorro           | LINEAR                  | —         | MPC                           |
| 402002     | 2003 QL    | 18 ago 2003 | Campo Imperatore  | CINEOS                  | —         | MPC                           |
| 402003     | 2003 QG10  | 21 ago 2003 | Campo Imperatore  | CINEOS                  | —         | MPC                           |
| 402004     | 2003 QU32  | 21 ago 2003 | Campo Imperatore  | CINEOS                  | —         | MPC                           |
| 402005     | 2003 QV34  | 22 ago 2003 | Palomar           | NEAT                    | —         | MPC                           |
| 402006     | 2003 QY34  | 22 ago 2003 | Socorro           | LINEAR                  | —         | MPC                           |
| 402007     | 2003 QZ51  | 23 ago 2003 | Palomar           | NEAT                    | —         | MPC                           |
| 402008     | 2003 QZ69  | 26 ago 2003 | Piszkéstető       | K. Sárneczky, B. Sipőcz | —         | MPC                           |
| 402009     | 2003 QV94  | 29 ago 2003 | Haleakalā         | NEAT                    | —         | MPC                           |
| 402010     | 2003 QP104 | 30 ago 2003 | Kitt Peak         | Spacewatch              | —         | MPC                           |
| 402011     | 2003 RN7   | 5 set 2003  | Socorro           | LINEAR                  | —         | MPC                           |
| 402012     | 2003 RF15  | 15 set 2003 | Haleakala         | NEAT                    | —         | MPC                           |
| 402013     | 2003 RZ24  | 15 set 2003 | Palomar           | NEAT                    | —         | MPC                           |
| 402014     | 2003 RA27  | 4 set 2003  | Campo Imperatore  | CINEOS                  | —         | MPC                           |
| 402015     | 2003 SY24  | 17 set 2003 | Kitt Peak         | Spacewatch              | —         | MPC                           |
| 402016     | 2003 SB28  | 18 set 2003 | Palomar           | NEAT                    | —         | MPC                           |
| 402017     | 2003 SD32  | 16 set 2003 | Palomar           | NEAT                    | —         | MPC                           |
| 402018     | 2003 SK34  | 18 set 2003 | Kitt Peak         | Spacewatch              | —         | MPC                           |
| 402019     | 2003 SE39  | 16 set 2003 | Palomar           | NEAT                    | —         | MPC                           |
| 402020     | 2003 SU54  | 16 set 2003 | Anderson Mesa     | LONEOS                  | —         | MPC                           |
| 402021     | 2003 SY59  | 17 set 2003 | Anderson Mesa     | LONEOS                  | —         | MPC                           |
| 402022     | 2003 SK83  | 18 set 2003 | Kitt Peak         | Spacewatch              | Mitidika  | MPC                           |
| 402023     | 2003 SP87  | 17 set 2003 | Socorro           | LINEAR                  | —         | MPC                           |
| 402024     | 2003 SB88  | 17 set 2003 | Črni Vrh          | Črni Vrh                | —         | MPC                           |
| 402025     | 2003 SA101 | 20 set 2003 | Socorro           | LINEAR                  | —         | MPC                           |
| 402026     | 2003 SC113 | 16 set 2003 | Kitt Peak         | Spacewatch              | —         | MPC                           |
| 402027     | 2003 SG155 | 19 set 2003 | Anderson Mesa     | LONEOS                  | —         | MPC                           |
| 402028     | 2003 SV157 | 20 set 2003 | Socorro           | LINEAR                  | —         | MPC                           |
| 402029     | 2003 SY164 | 20 set 2003 | Anderson Mesa     | LONEOS                  | —         | MPC                           |
| 402030     | 2003 SH173 | 18 set 2003 | Socorro           | LINEAR                  | —         | MPC                           |
| 402031     | 2003 SQ175 | 18 set 2003 | Kitt Peak         | Spacewatch              | —         | MPC                           |
| 402032     | 2003 SD185 | 21 set 2003 | Palomar           | NEAT                    | —         | MPC                           |
| 402033     | 2003 SE187 | 22 set 2003 | Anderson Mesa     | LONEOS                  | —         | MPC                           |
| 402034     | 2003 SP206 | 25 set 2003 | Haleakala         | NEAT                    | —         | MPC                           |
| 402035     | 2003 SO209 | 24 set 2003 | Kvistaberg        | UDAS                    | —         | MPC                           |
| 402036     | 2003 SB223 | 27 set 2003 | Socorro           | LINEAR                  | —         | MPC                           |
| 402037     | 2003 SE224 | 25 set 2003 | Bergisch Gladbach | W. Bickel               | —         | MPC                           |
| 402038     | 2003 SQ229 | 27 set 2003 | Kitt Peak         | Spacewatch              | —         | MPC                           |
| 402039     | 2003 SS229 | 27 set 2003 | Kitt Peak         | Spacewatch              | —         | MPC                           |
| 402040     | 2003 SY245 | 26 set 2003 | Socorro           | LINEAR                  | —         | MPC                           |
| 402041     | 2003 SV270 | 25 set 2003 | Palomar           | NEAT                    | —         | MPC                           |
| 402042     | 2003 SK272 | 27 set 2003 | Socorro           | LINEAR                  | —         | MPC                           |
| 402043     | 2003 ST274 | 28 set 2003 | Kitt Peak         | Spacewatch              | Mitidika  | MPC                           |
| 402044     | 2003 SY277 | 30 set 2003 | Socorro           | LINEAR                  | —         | MPC                           |
| 402045     | 2003 SP279 | 17 set 2003 | Kitt Peak         | Spacewatch              | —         | MPC                           |
| 402046     | 2003 SD281 | 18 set 2003 | Kitt Peak         | Spacewatch              | —         | MPC                           |
| 402047     | 2003 SR288 | 28 set 2003 | Socorro           | LINEAR                  | —         | MPC                           |
| 402048     | 2003 SZ292 | 27 set 2003 | Socorro           | LINEAR                  | —         | MPC                           |
| 402049     | 2003 SD301 | 17 set 2003 | Palomar           | NEAT                    | —         | MPC                           |
| 402050     | 2003 SZ311 | 2 set 2003  | Socorro           | LINEAR                  | —         | MPC                           |
| 402051     | 2003 SW314 | 20 set 2003 | Kitt Peak         | Spacewatch              | —         | MPC                           |
| 402052     | 2003 SU323 | 16 set 2003 | Kitt Peak         | Spacewatch              | —         | MPC                           |
| 402053     | 2003 SY328 | 21 set 2003 | Kitt Peak         | Spacewatch              | —         | MPC                           |
| 402054     | 2003 SF330 | 26 set 2003 | Apache Point      | SDSS                    | —         | MPC                           |
| 402055     | 2003 SN333 | 26 set 2003 | Apache Point      | SDSS                    | —         | MPC                           |
| 402056     | 2003 SM338 | 26 set 2003 | Apache Point      | SDSS                    | —         | MPC                           |
| 402057     | 2003 SX348 | 18 set 2003 | Kitt Peak         | Spacewatch              | Mitidika  | MPC                           |
| 402058     | 2003 ST372 | 26 set 2003 | Apache Point      | SDSS                    | —         | MPC                           |
| 402059     | 2003 SJ395 | 26 set 2003 | Apache Point      | SDSS                    | —         | MPC                           |
| 402060     | 2003 SF403 | 16 set 2003 | Kitt Peak         | Spacewatch              | —         | MPC                           |
| 402061     | 2003 SX427 | 16 set 2003 | Kitt Peak         | Spacewatch              | —         | MPC                           |
| 402062     | 2003 SE428 | 16 set 2003 | Kitt Peak         | Spacewatch              | —         | MPC                           |
| 402063     | 2003 SU430 | 30 set 2003 | Kitt Peak         | Spacewatch              | —         | MPC                           |
| 402064     | 2003 TW6   | 17 set 2003 | Socorro           | LINEAR                  | —         | MPC                           |
| 402065     | 2003 TE10  | 15 out 2003 | Socorro           | LINEAR                  | —         | MPC                           |
| 402066     | 2003 TY12  | 1 out 2003  | Kitt Peak         | Spacewatch              | —         | MPC                           |
| 402067     | 2003 TF26  | 1 out 2003  | Kitt Peak         | Spacewatch              | —         | MPC                           |
| 402068     | 2003 TB38  | 2 out 2003  | Kitt Peak         | Spacewatch              | —         | MPC                           |
| 402069     | 2003 TV44  | 3 out 2003  | Kitt Peak         | Spacewatch              | —         | MPC                           |
| 402070     | 2003 UB25  | 20 out 2003 | Kingsnake         | J. V. McClusky          | —         | MPC                           |
| 402071     | 2003 UD29  | 19 out 2003 | Kitt Peak         | Spacewatch              | Mitidika  | MPC                           |
| 402072     | 2003 UW32  | 16 out 2003 | Kitt Peak         | Spacewatch              | —         | MPC                           |
| 402073     | 2003 UE107 | 19 out 2003 | Anderson Mesa     | LONEOS                  | —         | MPC                           |
| 402074     | 2003 UE113 | 20 out 2003 | Socorro           | LINEAR                  | —         | MPC                           |
| 402075     | 2003 UG128 | 21 out 2003 | Kitt Peak         | Spacewatch              | —         | MPC                           |
| 402076     | 2003 UF193 | 20 out 2003 | Kitt Peak         | Spacewatch              | —         | MPC                           |
| 402077     | 2003 US199 | 21 out 2003 | Socorro           | LINEAR                  | Mitidika  | MPC                           |
| 402078     | 2003 UM202 | 21 out 2003 | Socorro           | LINEAR                  | —         | MPC                           |
| 402079     | 2003 UX208 | 22 set 2003 | Kitt Peak         | Spacewatch              | —         | MPC                           |
| 402080     | 2003 UP209 | 23 out 2003 | Kitt Peak         | Spacewatch              | Mitidika  | MPC                           |
| 402081     | 2003 UB214 | 24 out 2003 | Socorro           | LINEAR                  | —         | MPC                           |
| 402082     | 2003 UK214 | 24 out 2003 | Socorro           | LINEAR                  | —         | MPC                           |
| 402083     | 2003 UH215 | 21 out 2003 | Kitt Peak         | Spacewatch              | —         | MPC                           |
| 402084     | 2003 UC225 | 22 out 2003 | Kitt Peak         | Spacewatch              | —         | MPC                           |
| 402085     | 2003 UN226 | 22 out 2003 | Kitt Peak         | Spacewatch              | —         | MPC                           |
| 402086     | 2003 UO233 | 24 out 2003 | Kitt Peak         | Spacewatch              | —         | MPC                           |
| 402087     | 2003 UN241 | 24 out 2003 | Socorro           | LINEAR                  | —         | MPC                           |
| 402088     | 2003 UN255 | 25 out 2003 | Socorro           | LINEAR                  | —         | MPC                           |
| 402089     | 2003 UP255 | 25 out 2003 | Socorro           | LINEAR                  | —         | MPC                           |
| 402090     | 2003 UU255 | 21 out 2003 | Socorro           | LINEAR                  | —         | MPC                           |
| 402091     | 2003 UC267 | 28 out 2003 | Socorro           | LINEAR                  | —         | MPC                           |
| 402092     | 2003 UG268 | 28 out 2003 | Socorro           | LINEAR                  | —         | MPC                           |
| 402093     | 2003 UF280 | 27 out 2003 | Socorro           | LINEAR                  | —         | MPC                           |
| 402094     | 2003 UQ297 | 16 out 2003 | Kitt Peak         | Spacewatch              | —         | MPC                           |
| 402095     | 2003 UC308 | 18 out 2003 | Kitt Peak         | Spacewatch              | —         | MPC                           |
| 402096     | 2003 US315 | 20 out 2003 | Kitt Peak         | Spacewatch              | —         | MPC                           |
| 402097     | 2003 UP317 | 22 out 2003 | Apache Point      | SDSS                    | —         | MPC                           |
| 402098     | 2003 WK3   | 24 out 2003 | Socorro           | LINEAR                  | —         | MPC                           |
| 402099     | 2003 WN13  | 16 nov 2003 | Kitt Peak         | Spacewatch              | —         | MPC                           |
| 402100     | 2003 WW38  | 19 nov 2003 | Socorro           | LINEAR                  | —         | MPC                           |

## 402101–402200
| Designação | Designação | Descoberta  | Descoberta       | Descobridor(es)         | Categoria | Mais informações / Referência |
| Permanente | Provisória | Data        | Local            | Descobridor(es)         | Categoria | Mais informações / Referência |
| ---------- | ---------- | ----------- | ---------------- | ----------------------- | --------- | ----------------------------- |
| 402101     | 2003 WD65  | 19 nov 2003 | Kitt Peak        | Spacewatch              | —         | MPC                           |
| 402102     | 2003 WX106 | 22 nov 2003 | Kitt Peak        | Spacewatch              | —         | MPC                           |
| 402103     | 2003 WM109 | 20 nov 2003 | Socorro          | LINEAR                  | —         | MPC                           |
| 402104     | 2003 WT158 | 28 nov 2003 | Kitt Peak        | Spacewatch              | —         | MPC                           |
| 402105     | 2003 XP12  | 14 dez 2003 | Palomar          | NEAT                    | —         | MPC                           |
| 402106     | 2003 XQ24  | 20 nov 2003 | Kitt Peak        | Spacewatch              | —         | MPC                           |
| 402107     | 2003 YB47  | 17 dez 2003 | Kitt Peak        | Spacewatch              | —         | MPC                           |
| 402108     | 2003 YZ89  | 19 dez 2003 | Kitt Peak        | Spacewatch              | Phocaea   | MPC                           |
| 402109     | 2004 AS9   | 15 jan 2004 | Kitt Peak        | Spacewatch              | —         | MPC                           |
| 402110     | 2004 BE20  | 18 jan 2004 | Palomar          | NEAT                    | —         | MPC                           |
| 402111     | 2004 BZ65  | 22 jan 2004 | Socorro          | LINEAR                  | —         | MPC                           |
| 402112     | 2004 BO102 | 31 jan 2004 | Campo Imperatore | CINEOS                  | —         | MPC                           |
| 402113     | 2004 BY105 | 26 jan 2004 | Anderson Mesa    | LONEOS                  | —         | MPC                           |
| 402114     | 2004 BA112 | 24 jan 2004 | Socorro          | LINEAR                  | —         | MPC                           |
| 402115     | 2004 BK162 | 30 jan 2004 | Socorro          | LINEAR                  | —         | MPC                           |
| 402116     | 2004 CT2   | 12 fev 2004 | Goodricke-Pigott | R. A. Tucker            | Phocaea   | MPC                           |
| 402117     | 2004 CN12  | 11 fev 2004 | Kitt Peak        | Spacewatch              | —         | MPC                           |
| 402118     | 2004 CB18  | 10 fev 2004 | Palomar          | NEAT                    | —         | MPC                           |
| 402119     | 2004 CM39  | 13 fev 2004 | Bareggio         | Jonathan B. Postel Obs. | —         | MPC                           |
| 402120     | 2004 CJ55  | 12 fev 2004 | Kitt Peak        | Spacewatch              | —         | MPC                           |
| 402121     | 2004 CP118 | 11 fev 2004 | Kitt Peak        | Spacewatch              | —         | MPC                           |
| 402122     | 2004 DR28  | 17 fev 2004 | Kitt Peak        | Spacewatch              | —         | MPC                           |
| 402123     | 2004 EK3   | 10 mar 2004 | Palomar          | NEAT                    | —         | MPC                           |
| 402124     | 2004 ER36  | 26 fev 2004 | Socorro          | LINEAR                  | —         | MPC                           |
| 402125     | 2004 ER52  | 15 mar 2004 | Catalina         | CSS                     | —         | MPC                           |
| 402126     | 2004 EW92  | 15 mar 2004 | Socorro          | LINEAR                  | —         | MPC                           |
| 402127     | 2004 FK119 | 23 mar 2004 | Kitt Peak        | Spacewatch              | —         | MPC                           |
| 402128     | 2004 GE30  | 12 abr 2004 | Kitt Peak        | Spacewatch              | —         | MPC                           |
| 402129     | 2004 GS76  | 15 abr 2004 | Socorro          | LINEAR                  | Chloris   | MPC                           |
| 402130     | 2004 HS42  | 20 abr 2004 | Socorro          | LINEAR                  | —         | MPC                           |
| 402131     | 2004 LB30  | 14 jun 2004 | Kitt Peak        | Spacewatch              | —         | MPC                           |
| 402132     | 2004 OR1   | 16 jul 2004 | Socorro          | LINEAR                  | —         | MPC                           |
| 402133     | 2004 PN26  | 8 ago 2004  | Socorro          | LINEAR                  | —         | MPC                           |
| 402134     | 2004 PD29  | 6 ago 2004  | Campo Imperatore | CINEOS                  | —         | MPC                           |
| 402135     | 2004 PY29  | 7 ago 2004  | Palomar          | NEAT                    | —         | MPC                           |
| 402136     | 2004 PE60  | 9 ago 2004  | Socorro          | LINEAR                  | —         | MPC                           |
| 402137     | 2004 PP93  | 12 ago 2004 | Socorro          | LINEAR                  | —         | MPC                           |
| 402138     | 2004 PC97  | 11 ago 2004 | Socorro          | LINEAR                  | —         | MPC                           |
| 402139     | 2004 QN3   | 17 ago 2004 | Socorro          | LINEAR                  | —         | MPC                           |
| 402140     | 2004 QX3   | 16 ago 2004 | Palomar          | NEAT                    | —         | MPC                           |
| 402141     | 2004 RU2   | 5 set 2004  | Bergisch Gladbac | W. Bickel               | —         | MPC                           |
| 402142     | 2004 RT14  | 6 set 2004  | Siding Spring    | SSS                     | —         | MPC                           |
| 402143     | 2004 RM26  | 6 set 2004  | Palomar          | NEAT                    | —         | MPC                           |
| 402144     | 2004 RR28  | 12 ago 2004 | Campo Imperatore | CINEOS                  | —         | MPC                           |
| 402145     | 2004 RM41  | 7 set 2004  | Socorro          | LINEAR                  | —         | MPC                           |
| 402146     | 2004 RQ49  | 8 set 2004  | Socorro          | LINEAR                  | —         | MPC                           |
| 402147     | 2004 RV67  | 15 jan 1996 | Kitt Peak        | Spacewatch              | —         | MPC                           |
| 402148     | 2004 RH74  | 8 set 2004  | Socorro          | LINEAR                  | —         | MPC                           |
| 402149     | 2004 RM113 | 7 set 2004  | Socorro          | LINEAR                  | —         | MPC                           |
| 402150     | 2004 RR139 | 8 set 2004  | Socorro          | LINEAR                  | —         | MPC                           |
| 402151     | 2004 RX146 | 9 set 2004  | Socorro          | LINEAR                  | —         | MPC                           |
| 402152     | 2004 RQ156 | 10 set 2004 | Socorro          | LINEAR                  | —         | MPC                           |
| 402153     | 2004 RS162 | 11 set 2004 | Socorro          | LINEAR                  | Eos       | MPC                           |
| 402154     | 2004 RF184 | 10 set 2004 | Socorro          | LINEAR                  | —         | MPC                           |
| 402155     | 2004 RR192 | 10 set 2004 | Socorro          | LINEAR                  | —         | MPC                           |
| 402156     | 2004 RE196 | 10 set 2004 | Socorro          | LINEAR                  | —         | MPC                           |
| 402157     | 2004 RN198 | 10 set 2004 | Socorro          | LINEAR                  | Eos       | MPC                           |
| 402158     | 2004 RW203 | 10 set 2004 | Socorro          | LINEAR                  | —         | MPC                           |
| 402159     | 2004 RM216 | 11 set 2004 | Socorro          | LINEAR                  | —         | MPC                           |
| 402160     | 2004 RB228 | 9 set 2004  | Kitt Peak        | Spacewatch              | Brangane  | MPC                           |
| 402161     | 2004 RK228 | 9 set 2004  | Kitt Peak        | Spacewatch              | —         | MPC                           |
| 402162     | 2004 RE229 | 9 set 2004  | Kitt Peak        | Spacewatch              | —         | MPC                           |
| 402163     | 2004 RB241 | 10 set 2004 | Kitt Peak        | Spacewatch              | —         | MPC                           |
| 402164     | 2004 RK257 | 9 set 2004  | Anderson Mesa    | LONEOS                  | —         | MPC                           |
| 402165     | 2004 RY265 | 10 set 2004 | Kitt Peak        | Spacewatch              | —         | MPC                           |
| 402166     | 2004 RK268 | 11 set 2004 | Kitt Peak        | Spacewatch              | —         | MPC                           |
| 402167     | 2004 RX304 | 8 set 2004  | Socorro          | LINEAR                  | —         | MPC                           |
| 402168     | 2004 RB323 | 13 set 2004 | Socorro          | LINEAR                  | —         | MPC                           |
| 402169     | 2004 RW329 | 12 set 2004 | Kitt Peak        | Spacewatch              | —         | MPC                           |
| 402170     | 2004 RJ336 | 15 set 2004 | Kitt Peak        | Spacewatch              | —         | MPC                           |
| 402171     | 2004 RX342 | 12 set 2004 | Kitt Peak        | Spacewatch              | —         | MPC                           |
| 402172     | 2004 SP36  | 8 set 2004  | Socorro          | LINEAR                  | —         | MPC                           |
| 402173     | 2004 SU44  | 18 set 2004 | Socorro          | LINEAR                  | —         | MPC                           |
| 402174     | 2004 SX50  | 22 set 2004 | Kitt Peak        | Spacewatch              | —         | MPC                           |
| 402175     | 2004 TG4   | 4 out 2004  | Kitt Peak        | Spacewatch              | —         | MPC                           |
| 402176     | 2004 TY31  | 4 out 2004  | Kitt Peak        | Spacewatch              | —         | MPC                           |
| 402177     | 2004 TQ33  | 4 out 2004  | Kitt Peak        | Spacewatch              | —         | MPC                           |
| 402178     | 2004 TS40  | 4 out 2004  | Kitt Peak        | Spacewatch              | —         | MPC                           |
| 402179     | 2004 TV50  | 4 out 2004  | Kitt Peak        | Spacewatch              | —         | MPC                           |
| 402180     | 2004 TV67  | 5 out 2004  | Anderson Mesa    | LONEOS                  | —         | MPC                           |
| 402181     | 2004 TF73  | 6 out 2004  | Kitt Peak        | Spacewatch              | —         | MPC                           |
| 402182     | 2004 TP73  | 6 out 2004  | Kitt Peak        | Spacewatch              | —         | MPC                           |
| 402183     | 2004 TF87  | 5 out 2004  | Kitt Peak        | Spacewatch              | —         | MPC                           |
| 402184     | 2004 TZ97  | 5 out 2004  | Kitt Peak        | Spacewatch              | —         | MPC                           |
| 402185     | 2004 TC98  | 7 set 2004  | Kitt Peak        | Spacewatch              | —         | MPC                           |
| 402186     | 2004 TN101 | 6 out 2004  | Kitt Peak        | Spacewatch              | Brangane  | MPC                           |
| 402187     | 2004 TN105 | 7 out 2004  | Kitt Peak        | Spacewatch              | —         | MPC                           |
| 402188     | 2004 TQ111 | 7 out 2004  | Kitt Peak        | Spacewatch              | —         | MPC                           |
| 402189     | 2004 TN139 | 9 out 2004  | Anderson Mesa    | LONEOS                  | Brangane  | MPC                           |
| 402190     | 2004 TA149 | 6 out 2004  | Kitt Peak        | Spacewatch              | —         | MPC                           |
| 402191     | 2004 TR161 | 6 out 2004  | Kitt Peak        | Spacewatch              | —         | MPC                           |
| 402192     | 2004 TQ162 | 6 out 2004  | Kitt Peak        | Spacewatch              | —         | MPC                           |
| 402193     | 2004 TR185 | 7 out 2004  | Kitt Peak        | Spacewatch              | —         | MPC                           |
| 402194     | 2004 TU203 | 7 out 2004  | Kitt Peak        | Spacewatch              | —         | MPC                           |
| 402195     | 2004 TE212 | 8 out 2004  | Kitt Peak        | Spacewatch              | —         | MPC                           |
| 402196     | 2004 TX218 | 5 out 2004  | Kitt Peak        | Spacewatch              | —         | MPC                           |
| 402197     | 2004 TJ228 | 7 set 2004  | Kitt Peak        | Spacewatch              | —         | MPC                           |
| 402198     | 2004 TK277 | 9 out 2004  | Kitt Peak        | Spacewatch              | —         | MPC                           |
| 402199     | 2004 TR285 | 8 out 2004  | Socorro          | LINEAR                  | Brangane  | MPC                           |
| 402200     | 2004 TE287 | 9 out 2004  | Kitt Peak        | Spacewatch              | —         | MPC                           |

## 402201–402300
| Designação | Designação | Descoberta  | Descoberta       | Descobridor(es)        | Categoria | Mais informações / Referência |
| Permanente | Provisória | Data        | Local            | Descobridor(es)        | Categoria | Mais informações / Referência |
| ---------- | ---------- | ----------- | ---------------- | ---------------------- | --------- | ----------------------------- |
| 402201     | 2004 TX367 | 6 out 2004  | Kitt Peak        | Spacewatch             | —         | MPC                           |
| 402202     | 2004 VC14  | 4 nov 2004  | Anderson Mesa    | LONEOS                 | —         | MPC                           |
| 402203     | 2004 VW20  | 4 nov 2004  | Catalina         | CSS                    | —         | MPC                           |
| 402204     | 2004 VZ74  | 12 nov 2004 | Catalina         | CSS                    | —         | MPC                           |
| 402205     | 2004 VU88  | 10 out 2004 | Kitt Peak        | Spacewatch             | —         | MPC                           |
| 402206     | 2004 VE112 | 3 nov 2004  | Anderson Mesa    | LONEOS                 | —         | MPC                           |
| 402207     | 2004 WO1   | 17 nov 2004 | Campo Imperatore | CINEOS                 | —         | MPC                           |
| 402208     | 2004 XN9   | 15 out 2004 | Mount Lemmon     | Mount Lemmon Survey    | Flora     | MPC                           |
| 402209     | 2004 XL42  | 2 dez 2004  | Catalina         | CSS                    | —         | MPC                           |
| 402210     | 2004 XJ118 | 12 dez 2004 | Kitt Peak        | Spacewatch             | —         | MPC                           |
| 402211     | 2004 XJ119 | 12 dez 2004 | Kitt Peak        | Spacewatch             | —         | MPC                           |
| 402212     | 2004 XE124 | 10 dez 2004 | Socorro          | LINEAR                 | —         | MPC                           |
| 402213     | 2004 XG146 | 14 dez 2004 | Socorro          | LINEAR                 | —         | MPC                           |
| 402214     | 2004 XV165 | 2 dez 2004  | Socorro          | LINEAR                 | —         | MPC                           |
| 402215     | 2004 YW13  | 18 dez 2004 | Mount Lemmon     | Mount Lemmon Survey    | —         | MPC                           |
| 402216     | 2005 AQ30  | 9 jan 2005  | Catalina         | CSS                    | —         | MPC                           |
| 402217     | 2005 AY30  | 16 dez 2004 | Kitt Peak        | Spacewatch             | —         | MPC                           |
| 402218     | 2005 AE37  | 13 jan 2005 | Socorro          | LINEAR                 | —         | MPC                           |
| 402219     | 2005 AM46  | 11 jan 2005 | Socorro          | LINEAR                 | —         | MPC                           |
| 402220     | 2005 AV54  | 15 jan 2005 | Catalina         | CSS                    | —         | MPC                           |
| 402221     | 2005 CF39  | 9 fev 2005  | La Silla         | A. Boattini, H. Scholl | —         | MPC                           |
| 402222     | 2005 CZ64  | 9 fev 2005  | Mount Lemmon     | Mount Lemmon Survey    | —         | MPC                           |
| 402223     | 2005 EH108 | 4 mar 2005  | Catalina         | CSS                    | —         | MPC                           |
| 402224     | 2005 EM145 | 10 mar 2005 | Mount Lemmon     | Mount Lemmon Survey    | —         | MPC                           |
| 402225     | 2005 EH151 | 10 mar 2005 | Kitt Peak        | Spacewatch             | —         | MPC                           |
| 402226     | 2005 EV152 | 10 mar 2005 | Kitt Peak        | Spacewatch             | —         | MPC                           |
| 402227     | 2005 EJ206 | 13 mar 2005 | Catalina         | CSS                    | —         | MPC                           |
| 402228     | 2005 EK207 | 8 mar 2005  | Anderson Mesa    | LONEOS                 | —         | MPC                           |
| 402229     | 2005 EH245 | 2 mar 2001  | Kitt Peak        | Spacewatch             | —         | MPC                           |
| 402230     | 2005 GX1   | 1 abr 2005  | Kitt Peak        | Spacewatch             | —         | MPC                           |
| 402231     | 2005 GB45  | 5 abr 2005  | Mount Lemmon     | Mount Lemmon Survey    | Phocaea   | MPC                           |
| 402232     | 2005 GN50  | 5 abr 2005  | Kitt Peak        | Spacewatch             | —         | MPC                           |
| 402233     | 2005 GG52  | 2 abr 2005  | Mount Lemmon     | Mount Lemmon Survey    | —         | MPC                           |
| 402234     | 2005 GA67  | 2 abr 2005  | Mount Lemmon     | Mount Lemmon Survey    | —         | MPC                           |
| 402235     | 2005 GE87  | 4 abr 2005  | Mount Lemmon     | Mount Lemmon Survey    | —         | MPC                           |
| 402236     | 2005 GK100 | 9 abr 2005  | Mount Lemmon     | Mount Lemmon Survey    | —         | MPC                           |
| 402237     | 2005 GR146 | 11 mar 2005 | Mount Lemmon     | Mount Lemmon Survey    | —         | MPC                           |
| 402238     | 2005 GG159 | 12 abr 2005 | Anderson Mesa    | LONEOS                 | —         | MPC                           |
| 402239     | 2005 GK221 | 6 abr 2005  | Catalina         | CSS                    | —         | MPC                           |
| 402240     | 2005 JW87  | 10 mai 2005 | Kitt Peak        | Spacewatch             | —         | MPC                           |
| 402241     | 2005 JH111 | 8 mai 2005  | Anderson Mesa    | LONEOS                 | —         | MPC                           |
| 402242     | 2005 JV125 | 11 mai 2005 | Kitt Peak        | Spacewatch             | —         | MPC                           |
| 402243     | 2005 JF135 | 14 mai 2005 | Mount Lemmon     | Mount Lemmon Survey    | —         | MPC                           |
| 402244     | 2005 JJ137 | 4 mai 2005  | Kitt Peak        | Spacewatch             | —         | MPC                           |
| 402245     | 2005 JO137 | 13 mai 2005 | Kitt Peak        | Spacewatch             | —         | MPC                           |
| 402246     | 2005 KN7   | 20 mai 2005 | Palomar          | NEAT                   | —         | MPC                           |
| 402247     | 2005 KH11  | 31 mai 2005 | Catalina         | CSS                    | —         | MPC                           |
| 402248     | 2005 LZ31  | 1 jun 2005  | Kitt Peak        | Spacewatch             | —         | MPC                           |
| 402249     | 2005 LF39  | 3 jun 2005  | Kitt Peak        | Spacewatch             | —         | MPC                           |
| 402250     | 2005 MK    | 16 jun 2005 | Mount Lemmon     | Mount Lemmon Survey    | Phocaea   | MPC                           |
| 402251     | 2005 MP27  | 18 jun 2005 | Mount Lemmon     | Mount Lemmon Survey    | —         | MPC                           |
| 402252     | 2005 MX27  | 29 jun 2005 | Kitt Peak        | Spacewatch             | —         | MPC                           |
| 402253     | 2005 ME48  | 29 jun 2005 | Kitt Peak        | Spacewatch             | —         | MPC                           |
| 402254     | 2005 NH6   | 4 jul 2005  | Mount Lemmon     | Mount Lemmon Survey    | —         | MPC                           |
| 402255     | 2005 NY11  | 4 jul 2005  | Kitt Peak        | Spacewatch             | —         | MPC                           |
| 402256     | 2005 NR18  | 4 jul 2005  | Mount Lemmon     | Mount Lemmon Survey    | —         | MPC                           |
| 402257     | 2005 OF18  | 12 jul 2005 | Kitt Peak        | Spacewatch             | —         | MPC                           |
| 402258     | 2005 PU10  | 4 ago 2005  | Palomar          | NEAT                   | —         | MPC                           |
| 402259     | 2005 QE45  | 26 ago 2005 | Palomar          | NEAT                   | —         | MPC                           |
| 402260     | 2005 QU73  | 2 ago 2005  | Socorro          | LINEAR                 | —         | MPC                           |
| 402261     | 2005 QV81  | 29 ago 2005 | Socorro          | LINEAR                 | Hanna     | MPC                           |
| 402262     | 2005 QZ122 | 28 ago 2005 | Kitt Peak        | Spacewatch             | —         | MPC                           |
| 402263     | 2005 QO131 | 28 ago 2005 | Kitt Peak        | Spacewatch             | —         | MPC                           |
| 402264     | 2005 QU135 | 28 ago 2005 | Kitt Peak        | Spacewatch             | Eos       | MPC                           |
| 402265     | 2005 QD157 | 30 ago 2005 | Palomar          | NEAT                   | —         | MPC                           |
| 402266     | 2005 QM164 | 31 ago 2005 | Palomar          | NEAT                   | —         | MPC                           |
| 402267     | 2005 QE166 | 30 ago 2005 | Anderson Mesa    | LONEOS                 | —         | MPC                           |
| 402268     | 2005 QE169 | 29 ago 2005 | Palomar          | NEAT                   | —         | MPC                           |
| 402269     | 2005 QP172 | 29 ago 2005 | Palomar          | NEAT                   | —         | MPC                           |
| 402270     | 2005 QB188 | 29 ago 2005 | Kitt Peak        | Spacewatch             | —         | MPC                           |
| 402271     | 2005 QD190 | 31 ago 2005 | Kitt Peak        | Spacewatch             | —         | MPC                           |
| 402272     | 2005 RS19  | 1 set 2005  | Kitt Peak        | Spacewatch             | —         | MPC                           |
| 402273     | 2005 RF27  | 10 set 2005 | Anderson Mesa    | LONEOS                 | —         | MPC                           |
| 402274     | 2005 SC13  | 24 set 2005 | Kitt Peak        | Spacewatch             | —         | MPC                           |
| 402275     | 2005 SR20  | 25 set 2005 | Catalina         | CSS                    | —         | MPC                           |
| 402276     | 2005 SR27  | 23 set 2005 | Kitt Peak        | Spacewatch             | Eos       | MPC                           |
| 402277     | 2005 SU53  | 25 set 2005 | Kitt Peak        | Spacewatch             | —         | MPC                           |
| 402278     | 2005 SS91  | 24 set 2005 | Kitt Peak        | Spacewatch             | —         | MPC                           |
| 402279     | 2005 SP96  | 25 set 2005 | Kitt Peak        | Spacewatch             | —         | MPC                           |
| 402280     | 2005 SU98  | 25 set 2005 | Kitt Peak        | Spacewatch             | —         | MPC                           |
| 402281     | 2005 SC118 | 28 set 2005 | Palomar          | NEAT                   | —         | MPC                           |
| 402282     | 2005 SU121 | 29 set 2005 | Anderson Mesa    | LONEOS                 | —         | MPC                           |
| 402283     | 2005 SR141 | 25 set 2005 | Kitt Peak        | Spacewatch             | —         | MPC                           |
| 402284     | 2005 SL162 | 27 set 2005 | Kitt Peak        | Spacewatch             | —         | MPC                           |
| 402285     | 2005 SE164 | 27 set 2005 | Palomar          | NEAT                   | —         | MPC                           |
| 402286     | 2005 SR174 | 29 set 2005 | Kitt Peak        | Spacewatch             | —         | MPC                           |
| 402287     | 2005 ST175 | 29 set 2005 | Kitt Peak        | Spacewatch             | —         | MPC                           |
| 402288     | 2005 SP180 | 29 set 2005 | Mount Lemmon     | Mount Lemmon Survey    | —         | MPC                           |
| 402289     | 2005 SZ192 | 29 set 2005 | Kitt Peak        | Spacewatch             | —         | MPC                           |
| 402290     | 2005 SC197 | 30 set 2005 | Kitt Peak        | Spacewatch             | —         | MPC                           |
| 402291     | 2005 SH200 | 30 set 2005 | Kitt Peak        | Spacewatch             | —         | MPC                           |
| 402292     | 2005 SS200 | 30 set 2005 | Kitt Peak        | Spacewatch             | —         | MPC                           |
| 402293     | 2005 SB207 | 30 set 2005 | Goodricke-Pigott | R. A. Tucker           | —         | MPC                           |
| 402294     | 2005 SR212 | 30 set 2005 | Mount Lemmon     | Mount Lemmon Survey    | —         | MPC                           |
| 402295     | 2005 SW221 | 27 set 2005 | Socorro          | LINEAR                 | —         | MPC                           |
| 402296     | 2005 SB241 | 30 set 2005 | Kitt Peak        | Spacewatch             | —         | MPC                           |
| 402297     | 2005 SH242 | 12 set 2005 | Kitt Peak        | Spacewatch             | —         | MPC                           |
| 402298     | 2005 SL242 | 30 set 2005 | Kitt Peak        | Spacewatch             | —         | MPC                           |
| 402299     | 2005 SN245 | 30 set 2005 | Mount Lemmon     | Mount Lemmon Survey    | —         | MPC                           |
| 402300     | 2005 SX247 | 30 set 2005 | Kitt Peak        | Spacewatch             | —         | MPC                           |

## 402301–402400
| Designação | Designação | Descoberta  | Descoberta     | Descobridor(es)     | Categoria | Mais informações / Referência |
| Permanente | Provisória | Data        | Local          | Descobridor(es)     | Categoria | Mais informações / Referência |
| ---------- | ---------- | ----------- | -------------- | ------------------- | --------- | ----------------------------- |
| 402301     | 2005 SZ249 | 23 set 2005 | Catalina       | CSS                 | —         | MPC                           |
| 402302     | 2005 SS279 | 23 set 2005 | Kitt Peak      | Spacewatch          | —         | MPC                           |
| 402303     | 2005 SF280 | 25 set 2005 | Kitt Peak      | Spacewatch          | —         | MPC                           |
| 402304     | 2005 SC290 | 29 set 2005 | Kitt Peak      | Spacewatch          | —         | MPC                           |
| 402305     | 2005 TO30  | 31 ago 2005 | Anderson Mesa  | LONEOS              | —         | MPC                           |
| 402306     | 2005 TK35  | 1 out 2005  | Kitt Peak      | Spacewatch          | —         | MPC                           |
| 402307     | 2005 TN43  | 30 set 2005 | Mount Lemmon   | Mount Lemmon Survey | —         | MPC                           |
| 402308     | 2005 TS50  | 17 jun 2005 | Mount Lemmon   | Mount Lemmon Survey | —         | MPC                           |
| 402309     | 2005 TL78  | 25 set 2005 | Kitt Peak      | Spacewatch          | —         | MPC                           |
| 402310     | 2005 TV87  | 5 out 2005  | Kitt Peak      | Spacewatch          | —         | MPC                           |
| 402311     | 2005 TH110 | 7 out 2005  | Kitt Peak      | Spacewatch          | —         | MPC                           |
| 402312     | 2005 TK111 | 7 out 2005  | Kitt Peak      | Spacewatch          | Eos       | MPC                           |
| 402313     | 2005 TH118 | 26 set 2005 | Kitt Peak      | Spacewatch          | —         | MPC                           |
| 402314     | 2005 TD123 | 26 set 2005 | Kitt Peak      | Spacewatch          | —         | MPC                           |
| 402315     | 2005 TL124 | 7 out 2005  | Kitt Peak      | Spacewatch          | —         | MPC                           |
| 402316     | 2005 TC125 | 7 out 2005  | Kitt Peak      | Spacewatch          | —         | MPC                           |
| 402317     | 2005 TR125 | 7 out 2005  | Kitt Peak      | Spacewatch          | —         | MPC                           |
| 402318     | 2005 TD136 | 30 set 2005 | Anderson Mesa  | LONEOS              | —         | MPC                           |
| 402319     | 2005 TH137 | 6 out 2005  | Kitt Peak      | Spacewatch          | —         | MPC                           |
| 402320     | 2005 TF143 | 8 out 2005  | Kitt Peak      | Spacewatch          | —         | MPC                           |
| 402321     | 2005 TH159 | 28 set 2005 | Kitt Peak      | Spacewatch          | —         | MPC                           |
| 402322     | 2005 TF177 | 1 out 2005  | Mount Lemmon   | Mount Lemmon Survey | —         | MPC                           |
| 402323     | 2005 UZ3   | 26 out 2005 | Mount Graham   | W. H. Ryan          | —         | MPC                           |
| 402324     | 2005 UO32  | 1 out 2005  | Mount Lemmon   | Mount Lemmon Survey | —         | MPC                           |
| 402325     | 2005 UF56  | 23 out 2005 | Catalina       | CSS                 | —         | MPC                           |
| 402326     | 2005 UB72  | 1 out 2005  | Kitt Peak      | Spacewatch          | —         | MPC                           |
| 402327     | 2005 US84  | 22 out 2005 | Kitt Peak      | Spacewatch          | —         | MPC                           |
| 402328     | 2005 UJ88  | 22 out 2005 | Kitt Peak      | Spacewatch          | —         | MPC                           |
| 402329     | 2005 UO89  | 22 out 2005 | Kitt Peak      | Spacewatch          | —         | MPC                           |
| 402330     | 2005 UB120 | 24 out 2005 | Kitt Peak      | Spacewatch          | —         | MPC                           |
| 402331     | 2005 UH168 | 24 out 2005 | Kitt Peak      | Spacewatch          | —         | MPC                           |
| 402332     | 2005 UX197 | 1 out 2005  | Mount Lemmon   | Mount Lemmon Survey | —         | MPC                           |
| 402333     | 2005 UT206 | 1 out 2005  | Kitt Peak      | Spacewatch          | —         | MPC                           |
| 402334     | 2005 UV271 | 28 out 2005 | Kitt Peak      | Spacewatch          | —         | MPC                           |
| 402335     | 2005 UY287 | 26 out 2005 | Kitt Peak      | Spacewatch          | —         | MPC                           |
| 402336     | 2005 UA291 | 26 out 2005 | Kitt Peak      | Spacewatch          | —         | MPC                           |
| 402337     | 2005 UN323 | 28 out 2005 | Kitt Peak      | Spacewatch          | —         | MPC                           |
| 402338     | 2005 UC341 | 27 out 2005 | Kitt Peak      | Spacewatch          | —         | MPC                           |
| 402339     | 2005 UJ343 | 31 out 2005 | Kitt Peak      | Spacewatch          | —         | MPC                           |
| 402340     | 2005 UD371 | 27 out 2005 | Mount Lemmon   | Mount Lemmon Survey | —         | MPC                           |
| 402341     | 2005 US400 | 27 out 2005 | Mount Lemmon   | Mount Lemmon Survey | —         | MPC                           |
| 402342     | 2005 UG429 | 28 out 2005 | Kitt Peak      | Spacewatch          | —         | MPC                           |
| 402343     | 2005 UC461 | 28 out 2005 | Mount Lemmon   | Mount Lemmon Survey | —         | MPC                           |
| 402344     | 2005 UL500 | 27 out 2005 | Catalina       | CSS                 | —         | MPC                           |
| 402345     | 2005 UB511 | 26 out 2005 | Kitt Peak      | Spacewatch          | —         | MPC                           |
| 402346     | 2005 UM521 | 26 out 2005 | Apache Point   | A. C. Becker        | —         | MPC                           |
| 402347     | 2005 UQ521 | 26 out 2005 | Apache Point   | A. C. Becker        | —         | MPC                           |
| 402348     | 2005 UZ522 | 27 out 2005 | Apache Point   | A. C. Becker        | —         | MPC                           |
| 402349     | 2005 UR527 | 27 out 2005 | Mount Lemmon   | Mount Lemmon Survey | —         | MPC                           |
| 402350     | 2005 VO8   | 25 out 2005 | Kitt Peak      | Spacewatch          | —         | MPC                           |
| 402351     | 2005 VY31  | 25 out 2005 | Mount Lemmon   | Mount Lemmon Survey | —         | MPC                           |
| 402352     | 2005 VF54  | 4 nov 2005  | Kitt Peak      | Spacewatch          | —         | MPC                           |
| 402353     | 2005 VC55  | 4 nov 2005  | Catalina       | CSS                 | —         | MPC                           |
| 402354     | 2005 VK58  | 25 out 2005 | Kitt Peak      | Spacewatch          | —         | MPC                           |
| 402355     | 2005 VW76  | 4 nov 2005  | Socorro        | LINEAR              | —         | MPC                           |
| 402356     | 2005 VX87  | 29 out 2005 | Kitt Peak      | Spacewatch          | —         | MPC                           |
| 402357     | 2005 VL113 | 10 nov 2005 | Kitt Peak      | Spacewatch          | —         | MPC                           |
| 402358     | 2005 VU117 | 12 nov 2005 | Kitt Peak      | Spacewatch          | —         | MPC                           |
| 402359     | 2005 VE124 | 5 nov 2005  | Kitt Peak      | Spacewatch          | —         | MPC                           |
| 402360     | 2005 VQ130 | 1 nov 2005  | Apache Point   | A. C. Becker        | —         | MPC                           |
| 402361     | 2005 VV134 | 1 nov 2005  | Mauna Kea      | P. A. Wiegert       | —         | MPC                           |
| 402362     | 2005 WL17  | 22 nov 2005 | Kitt Peak      | Spacewatch          | —         | MPC                           |
| 402363     | 2005 WW18  | 22 nov 2005 | Kitt Peak      | Spacewatch          | —         | MPC                           |
| 402364     | 2005 WB28  | 21 nov 2005 | Kitt Peak      | Spacewatch          | —         | MPC                           |
| 402365     | 2005 WC38  | 22 nov 2005 | Kitt Peak      | Spacewatch          | —         | MPC                           |
| 402366     | 2005 WP42  | 21 nov 2005 | Kitt Peak      | Spacewatch          | —         | MPC                           |
| 402367     | 2005 WD62  | 25 nov 2005 | Kitt Peak      | Spacewatch          | —         | MPC                           |
| 402368     | 2005 WT135 | 26 nov 2005 | Kitt Peak      | Spacewatch          | —         | MPC                           |
| 402369     | 2005 WY154 | 29 nov 2005 | Kitt Peak      | Spacewatch          | —         | MPC                           |
| 402370     | 2005 WH178 | 30 nov 2005 | Kitt Peak      | Spacewatch          | —         | MPC                           |
| 402371     | 2005 WN210 | 25 nov 2005 | Mount Lemmon   | Mount Lemmon Survey | —         | MPC                           |
| 402372     | 2005 WO210 | 25 nov 2005 | Kitt Peak      | Spacewatch          | Brangane  | MPC                           |
| 402373     | 2005 XG4   | 3 dez 2005  | Pla D'Arguines | R. Ferrando         | —         | MPC                           |
| 402374     | 2005 XO21  | 1 nov 2005  | Kitt Peak      | Spacewatch          | —         | MPC                           |
| 402375     | 2005 XX31  | 2 dez 2005  | Mount Lemmon   | Mount Lemmon Survey | —         | MPC                           |
| 402376     | 2005 XT43  | 2 dez 2005  | Kitt Peak      | Spacewatch          | —         | MPC                           |
| 402377     | 2005 XJ75  | 6 dez 2005  | Kitt Peak      | Spacewatch          | —         | MPC                           |
| 402378     | 2005 XS84  | 10 dez 2005 | Catalina       | CSS                 | —         | MPC                           |
| 402379     | 2005 XO110 | 1 dez 2005  | Kitt Peak      | M. W. Buie          | —         | MPC                           |
| 402380     | 2005 YC21  | 4 dez 2005  | Mount Lemmon   | Mount Lemmon Survey | —         | MPC                           |
| 402381     | 2005 YK53  | 22 dez 2005 | Kitt Peak      | Spacewatch          | —         | MPC                           |
| 402382     | 2005 YY64  | 25 dez 2005 | Kitt Peak      | Spacewatch          | —         | MPC                           |
| 402383     | 2005 YY68  | 26 dez 2005 | Kitt Peak      | Spacewatch          | —         | MPC                           |
| 402384     | 2005 YC69  | 5 dez 2005  | Mount Lemmon   | Mount Lemmon Survey | —         | MPC                           |
| 402385     | 2005 YX69  | 26 dez 2005 | Kitt Peak      | Spacewatch          | —         | MPC                           |
| 402386     | 2005 YX70  | 27 dez 2005 | Catalina       | CSS                 | —         | MPC                           |
| 402387     | 2005 YM71  | 24 dez 2005 | Kitt Peak      | Spacewatch          | —         | MPC                           |
| 402388     | 2005 YT72  | 24 dez 2005 | Kitt Peak      | Spacewatch          | —         | MPC                           |
| 402389     | 2005 YU77  | 27 out 2005 | Mount Lemmon   | Mount Lemmon Survey | —         | MPC                           |
| 402390     | 2005 YZ78  | 24 dez 2005 | Kitt Peak      | Spacewatch          | Brangane  | MPC                           |
| 402391     | 2005 YL79  | 24 dez 2005 | Kitt Peak      | Spacewatch          | —         | MPC                           |
| 402392     | 2005 YE83  | 24 dez 2005 | Kitt Peak      | Spacewatch          | —         | MPC                           |
| 402393     | 2005 YM88  | 25 dez 2005 | Mount Lemmon   | Mount Lemmon Survey | —         | MPC                           |
| 402394     | 2005 YM90  | 30 nov 2005 | Mount Lemmon   | Mount Lemmon Survey | Brangane  | MPC                           |
| 402395     | 2005 YW97  | 24 dez 2005 | Kitt Peak      | Spacewatch          | —         | MPC                           |
| 402396     | 2005 YM98  | 26 dez 2005 | Kitt Peak      | Spacewatch          | —         | MPC                           |
| 402397     | 2005 YA104 | 25 dez 2005 | Kitt Peak      | Spacewatch          | —         | MPC                           |
| 402398     | 2005 YX114 | 25 dez 2005 | Kitt Peak      | Spacewatch          | —         | MPC                           |
| 402399     | 2005 YJ116 | 25 dez 2005 | Kitt Peak      | Spacewatch          | —         | MPC                           |
| 402400     | 2005 YJ118 | 25 dez 2005 | Kitt Peak      | Spacewatch          | —         | MPC                           |

## 402401–402500
| Designação | Designação | Descoberta  | Descoberta   | Descobridor(es)     | Categoria | Mais informações / Referência |
| Permanente | Provisória | Data        | Local        | Descobridor(es)     | Categoria | Mais informações / Referência |
| ---------- | ---------- | ----------- | ------------ | ------------------- | --------- | ----------------------------- |
| 402401     | 2005 YL120 | 27 dez 2005 | Mount Lemmon | Mount Lemmon Survey | —         | MPC                           |
| 402402     | 2005 YJ123 | 24 dez 2005 | Socorro      | LINEAR              | —         | MPC                           |
| 402403     | 2005 YH128 | 28 dez 2005 | Mount Lemmon | Mount Lemmon Survey | —         | MPC                           |
| 402404     | 2005 YG129 | 24 dez 2005 | Kitt Peak    | Spacewatch          | —         | MPC                           |
| 402405     | 2005 YU132 | 10 nov 2005 | Mount Lemmon | Mount Lemmon Survey | Brangane  | MPC                           |
| 402406     | 2005 YR134 | 26 dez 2005 | Kitt Peak    | Spacewatch          | —         | MPC                           |
| 402407     | 2005 YA139 | 27 dez 2005 | Mount Lemmon | Mount Lemmon Survey | —         | MPC                           |
| 402408     | 2005 YT142 | 28 dez 2005 | Mount Lemmon | Mount Lemmon Survey | —         | MPC                           |
| 402409     | 2005 YR148 | 25 dez 2005 | Kitt Peak    | Spacewatch          | Brangane  | MPC                           |
| 402410     | 2005 YP150 | 25 dez 2005 | Kitt Peak    | Spacewatch          | —         | MPC                           |
| 402411     | 2005 YO154 | 29 dez 2005 | Kitt Peak    | Spacewatch          | —         | MPC                           |
| 402412     | 2005 YH158 | 2 dez 2005  | Mount Lemmon | Mount Lemmon Survey | —         | MPC                           |
| 402413     | 2005 YY169 | 31 dez 2005 | Kitt Peak    | Spacewatch          | Brangane  | MPC                           |
| 402414     | 2005 YP179 | 1 dez 2005  | Mount Lemmon | Mount Lemmon Survey | —         | MPC                           |
| 402415     | 2005 YV191 | 30 dez 2005 | Kitt Peak    | Spacewatch          | —         | MPC                           |
| 402416     | 2005 YL192 | 30 dez 2005 | Kitt Peak    | Spacewatch          | —         | MPC                           |
| 402417     | 2005 YV196 | 2 dez 2005  | Mount Lemmon | Mount Lemmon Survey | Brangane  | MPC                           |
| 402418     | 2005 YH201 | 22 dez 2005 | Kitt Peak    | Spacewatch          | —         | MPC                           |
| 402419     | 2005 YJ208 | 29 dez 2005 | Palomar      | NEAT                | —         | MPC                           |
| 402420     | 2005 YK208 | 30 dez 2005 | Catalina     | CSS                 | —         | MPC                           |
| 402421     | 2005 YG235 | 5 dez 2005  | Mount Lemmon | Mount Lemmon Survey | —         | MPC                           |
| 402422     | 2005 YH270 | 27 dez 2005 | Kitt Peak    | Spacewatch          | Brangane  | MPC                           |
| 402423     | 2005 YC274 | 30 dez 2005 | Mount Lemmon | Mount Lemmon Survey | —         | MPC                           |
| 402424     | 2006 AR11  | 2 jan 2006  | Mount Lemmon | Mount Lemmon Survey | —         | MPC                           |
| 402425     | 2006 AO26  | 26 dez 2005 | Kitt Peak    | Spacewatch          | —         | MPC                           |
| 402426     | 2006 AW30  | 5 jan 2006  | Kitt Peak    | Spacewatch          | —         | MPC                           |
| 402427     | 2006 AN33  | 2 jan 2006  | Catalina     | CSS                 | —         | MPC                           |
| 402428     | 2006 AC36  | 4 jan 2006  | Kitt Peak    | Spacewatch          | —         | MPC                           |
| 402429     | 2006 AG36  | 4 jan 2006  | Kitt Peak    | Spacewatch          | —         | MPC                           |
| 402430     | 2006 AP40  | 25 dez 2005 | Mount Lemmon | Mount Lemmon Survey | —         | MPC                           |
| 402431     | 2006 AK42  | 6 jan 2006  | Mount Lemmon | Mount Lemmon Survey | —         | MPC                           |
| 402432     | 2006 AE49  | 5 jan 2006  | Kitt Peak    | Spacewatch          | —         | MPC                           |
| 402433     | 2006 AD61  | 5 jan 2006  | Kitt Peak    | Spacewatch          | —         | MPC                           |
| 402434     | 2006 AX64  | 2 dez 2005  | Mount Lemmon | Mount Lemmon Survey | Brangane  | MPC                           |
| 402435     | 2006 AD84  | 6 jan 2006  | Catalina     | CSS                 | —         | MPC                           |
| 402436     | 2006 AM93  | 7 jan 2006  | Mount Lemmon | Mount Lemmon Survey | —         | MPC                           |
| 402437     | 2006 AW96  | 1 jan 2006  | Catalina     | CSS                 | —         | MPC                           |
| 402438     | 2006 AK101 | 22 out 1998 | Caussols     | ODAS                | —         | MPC                           |
| 402439     | 2006 BZ12  | 8 jan 2006  | Mount Lemmon | Mount Lemmon Survey | —         | MPC                           |
| 402440     | 2006 BE31  | 20 jan 2006 | Kitt Peak    | Spacewatch          | —         | MPC                           |
| 402441     | 2006 BJ31  | 20 jan 2006 | Kitt Peak    | Spacewatch          | —         | MPC                           |
| 402442     | 2006 BQ34  | 22 jan 2006 | Mount Lemmon | Mount Lemmon Survey | —         | MPC                           |
| 402443     | 2006 BX35  | 28 dez 2005 | Mount Lemmon | Mount Lemmon Survey | —         | MPC                           |
| 402444     | 2006 BS44  | 23 jan 2006 | Mount Lemmon | Mount Lemmon Survey | —         | MPC                           |
| 402445     | 2006 BV45  | 7 jan 2006  | Mount Lemmon | Mount Lemmon Survey | —         | MPC                           |
| 402446     | 2006 BN52  | 5 jan 2006  | Mount Lemmon | Mount Lemmon Survey | —         | MPC                           |
| 402447     | 2006 BK55  | 26 jan 2006 | Mount Lemmon | Mount Lemmon Survey | —         | MPC                           |
| 402448     | 2006 BX58  | 23 jan 2006 | Junk Bond    | D. Healy            | —         | MPC                           |
| 402449     | 2006 BE59  | 23 jan 2006 | Mount Lemmon | Mount Lemmon Survey | Mitidika  | MPC                           |
| 402450     | 2006 BP63  | 22 jan 2006 | Mount Lemmon | Mount Lemmon Survey | —         | MPC                           |
| 402451     | 2006 BC64  | 30 nov 2005 | Mount Lemmon | Mount Lemmon Survey | —         | MPC                           |
| 402452     | 2006 BJ64  | 22 jan 2006 | Mount Lemmon | Mount Lemmon Survey | —         | MPC                           |
| 402453     | 2006 BA87  | 25 jan 2006 | Kitt Peak    | Spacewatch          | —         | MPC                           |
| 402454     | 2006 BS87  | 25 jan 2006 | Kitt Peak    | Spacewatch          | —         | MPC                           |
| 402455     | 2006 BQ88  | 6 dez 2005  | Mount Lemmon | Mount Lemmon Survey | Brangane  | MPC                           |
| 402456     | 2006 BM90  | 25 jan 2006 | Kitt Peak    | Spacewatch          | —         | MPC                           |
| 402457     | 2006 BE94  | 26 jan 2006 | Kitt Peak    | Spacewatch          | —         | MPC                           |
| 402458     | 2006 BD95  | 26 jan 2006 | Kitt Peak    | Spacewatch          | —         | MPC                           |
| 402459     | 2006 BV97  | 27 jan 2006 | Kitt Peak    | Spacewatch          | —         | MPC                           |
| 402460     | 2006 BL98  | 7 jan 2006  | Mount Lemmon | Mount Lemmon Survey | —         | MPC                           |
| 402461     | 2006 BO110 | 25 jan 2006 | Kitt Peak    | Spacewatch          | —         | MPC                           |
| 402462     | 2006 BV112 | 25 jan 2006 | Kitt Peak    | Spacewatch          | —         | MPC                           |
| 402463     | 2006 BM149 | 23 jan 2006 | Catalina     | CSS                 | —         | MPC                           |
| 402464     | 2006 BB153 | 25 jan 2006 | Kitt Peak    | Spacewatch          | —         | MPC                           |
| 402465     | 2006 BU157 | 25 jan 2006 | Kitt Peak    | Spacewatch          | —         | MPC                           |
| 402466     | 2006 BA159 | 26 jan 2006 | Kitt Peak    | Spacewatch          | —         | MPC                           |
| 402467     | 2006 BW166 | 26 jan 2006 | Mount Lemmon | Mount Lemmon Survey | —         | MPC                           |
| 402468     | 2006 BK185 | 25 nov 2005 | Mount Lemmon | Mount Lemmon Survey | —         | MPC                           |
| 402469     | 2006 BK186 | 28 jan 2006 | Mount Lemmon | Mount Lemmon Survey | Flora     | MPC                           |
| 402470     | 2006 BD198 | 30 jan 2006 | Kitt Peak    | Spacewatch          | Brangane  | MPC                           |
| 402471     | 2006 BM201 | 23 jan 2006 | Kitt Peak    | Spacewatch          | —         | MPC                           |
| 402472     | 2006 BO201 | 31 jan 2006 | Kitt Peak    | Spacewatch          | —         | MPC                           |
| 402473     | 2006 BK209 | 31 jan 2006 | Mount Lemmon | Mount Lemmon Survey | —         | MPC                           |
| 402474     | 2006 BS224 | 30 jan 2006 | Kitt Peak    | Spacewatch          | —         | MPC                           |
| 402475     | 2006 BD240 | 31 jan 2006 | Kitt Peak    | Spacewatch          | Brangane  | MPC                           |
| 402476     | 2006 BR240 | 31 jan 2006 | Kitt Peak    | Spacewatch          | —         | MPC                           |
| 402477     | 2006 BC243 | 31 jan 2006 | Kitt Peak    | Spacewatch          | —         | MPC                           |
| 402478     | 2006 BS261 | 7 jan 2006  | Mount Lemmon | Mount Lemmon Survey | —         | MPC                           |
| 402479     | 2006 BW273 | 23 jan 2006 | Kitt Peak    | Spacewatch          | —         | MPC                           |
| 402480     | 2006 BK274 | 26 jan 2006 | Kitt Peak    | Spacewatch          | —         | MPC                           |
| 402481     | 2006 BR282 | 30 jan 2006 | Kitt Peak    | Spacewatch          | —         | MPC                           |
| 402482     | 2006 CB2   | 1 fev 2006  | Kitt Peak    | Spacewatch          | —         | MPC                           |
| 402483     | 2006 CA14  | 1 fev 2006  | Kitt Peak    | Spacewatch          | —         | MPC                           |
| 402484     | 2006 CY24  | 2 fev 2006  | Kitt Peak    | Spacewatch          | Brangane  | MPC                           |
| 402485     | 2006 CN29  | 2 fev 2006  | Kitt Peak    | Spacewatch          | —         | MPC                           |
| 402486     | 2006 CA35  | 2 fev 2006  | Mount Lemmon | Mount Lemmon Survey | —         | MPC                           |
| 402487     | 2006 CD42  | 4 jan 2006  | Mount Lemmon | Mount Lemmon Survey | —         | MPC                           |
| 402488     | 2006 CA45  | 26 jan 2006 | Catalina     | CSS                 | —         | MPC                           |
| 402489     | 2006 CQ45  | 10 jan 2006 | Mount Lemmon | Mount Lemmon Survey | —         | MPC                           |
| 402490     | 2006 CH47  | 25 jan 2006 | Kitt Peak    | Spacewatch          | —         | MPC                           |
| 402491     | 2006 CR58  | 5 fev 2006  | Mount Lemmon | Mount Lemmon Survey | —         | MPC                           |
| 402492     | 2006 CT59  | 6 fev 2006  | Mount Lemmon | Mount Lemmon Survey | —         | MPC                           |
| 402493     | 2006 DS1   | 20 fev 2006 | Kitt Peak    | Spacewatch          | —         | MPC                           |
| 402494     | 2006 DZ7   | 20 fev 2006 | Kitt Peak    | Spacewatch          | —         | MPC                           |
| 402495     | 2006 DN9   | 21 fev 2006 | Catalina     | CSS                 | —         | MPC                           |
| 402496     | 2006 DW12  | 31 jan 2006 | Kitt Peak    | Spacewatch          | —         | MPC                           |
| 402497     | 2006 DP16  | 20 fev 2006 | Kitt Peak    | Spacewatch          | —         | MPC                           |
| 402498     | 2006 DC19  | 20 fev 2006 | Kitt Peak    | Spacewatch          | —         | MPC                           |
| 402499     | 2006 DJ26  | 20 fev 2006 | Mount Lemmon | Mount Lemmon Survey | —         | MPC                           |
| 402500     | 2006 DU38  | 21 fev 2006 | Mount Lemmon | Mount Lemmon Survey | —         | MPC                           |

## 402501–402600
| Designação | Designação | Descoberta  | Descoberta    | Descobridor(es)     | Categoria | Mais informações / Referência |
| Permanente | Provisória | Data        | Local         | Descobridor(es)     | Categoria | Mais informações / Referência |
| ---------- | ---------- | ----------- | ------------- | ------------------- | --------- | ----------------------------- |
| 402501     | 2006 DC40  | 22 fev 2006 | Anderson Mesa | LONEOS              | —         | MPC                           |
| 402502     | 2006 DP42  | 20 fev 2006 | Kitt Peak     | Spacewatch          | —         | MPC                           |
| 402503     | 2006 DO45  | 30 jan 2006 | Kitt Peak     | Spacewatch          | —         | MPC                           |
| 402504     | 2006 DK52  | 24 fev 2006 | Kitt Peak     | Spacewatch          | —         | MPC                           |
| 402505     | 2006 DZ55  | 24 fev 2006 | Mount Lemmon  | Mount Lemmon Survey | —         | MPC                           |
| 402506     | 2006 DV79  | 7 fev 2006  | Mount Lemmon  | Mount Lemmon Survey | —         | MPC                           |
| 402507     | 2006 DN82  | 24 fev 2006 | Kitt Peak     | Spacewatch          | Brangane  | MPC                           |
| 402508     | 2006 DK89  | 24 fev 2006 | Kitt Peak     | Spacewatch          | Flora     | MPC                           |
| 402509     | 2006 DY93  | 24 fev 2006 | Kitt Peak     | Spacewatch          | —         | MPC                           |
| 402510     | 2006 DS98  | 25 fev 2006 | Kitt Peak     | Spacewatch          | —         | MPC                           |
| 402511     | 2006 DE105 | 25 fev 2006 | Mount Lemmon  | Mount Lemmon Survey | —         | MPC                           |
| 402512     | 2006 DR107 | 25 fev 2006 | Kitt Peak     | Spacewatch          | —         | MPC                           |
| 402513     | 2006 DN121 | 22 fev 2006 | Anderson Mesa | LONEOS              | —         | MPC                           |
| 402514     | 2006 DQ123 | 24 fev 2006 | Mount Lemmon  | Mount Lemmon Survey | —         | MPC                           |
| 402515     | 2006 DT134 | 31 jan 2006 | Kitt Peak     | Spacewatch          | —         | MPC                           |
| 402516     | 2006 DV138 | 2 fev 2006  | Mount Lemmon  | Mount Lemmon Survey | —         | MPC                           |
| 402517     | 2006 DA141 | 25 fev 2006 | Kitt Peak     | Spacewatch          | —         | MPC                           |
| 402518     | 2006 DV157 | 27 fev 2006 | Kitt Peak     | Spacewatch          | —         | MPC                           |
| 402519     | 2006 DG158 | 23 jan 2006 | Mount Lemmon  | Mount Lemmon Survey | —         | MPC                           |
| 402520     | 2006 DR161 | 27 fev 2006 | Mount Lemmon  | Mount Lemmon Survey | —         | MPC                           |
| 402521     | 2006 DV195 | 1 fev 2006  | Kitt Peak     | Spacewatch          | —         | MPC                           |
| 402522     | 2006 DB205 | 4 fev 2006  | Kitt Peak     | Spacewatch          | —         | MPC                           |
| 402523     | 2006 EF12  | 2 mar 2006  | Kitt Peak     | Spacewatch          | —         | MPC                           |
| 402524     | 2006 ES13  | 2 mar 2006  | Kitt Peak     | Spacewatch          | —         | MPC                           |
| 402525     | 2006 ER21  | 26 jan 2006 | Mount Lemmon  | Mount Lemmon Survey | —         | MPC                           |
| 402526     | 2006 EL24  | 3 mar 2006  | Kitt Peak     | Spacewatch          | —         | MPC                           |
| 402527     | 2006 EZ24  | 3 mar 2006  | Kitt Peak     | Spacewatch          | —         | MPC                           |
| 402528     | 2006 EC25  | 3 mar 2006  | Kitt Peak     | Spacewatch          | —         | MPC                           |
| 402529     | 2006 ES31  | 3 mar 2006  | Kitt Peak     | Spacewatch          | Flora     | MPC                           |
| 402530     | 2006 EW45  | 3 mar 2006  | Kitt Peak     | Spacewatch          | —         | MPC                           |
| 402531     | 2006 ET55  | 5 mar 2006  | Kitt Peak     | Spacewatch          | —         | MPC                           |
| 402532     | 2006 ER67  | 5 fev 2006  | Mount Lemmon  | Mount Lemmon Survey | —         | MPC                           |
| 402533     | 2006 EU74  | 2 mar 2006  | Kitt Peak     | Spacewatch          | —         | MPC                           |
| 402534     | 2006 FY10  | 23 mar 2006 | Kitt Peak     | Spacewatch          | Mitidika  | MPC                           |
| 402535     | 2006 FC24  | 24 mar 2006 | Kitt Peak     | Spacewatch          | —         | MPC                           |
| 402536     | 2006 FT42  | 26 mar 2006 | Mount Lemmon  | Mount Lemmon Survey | —         | MPC                           |
| 402537     | 2006 FN43  | 20 fev 2006 | Mount Lemmon  | Mount Lemmon Survey | —         | MPC                           |
| 402538     | 2006 FP53  | 25 mar 2006 | Kitt Peak     | Spacewatch          | —         | MPC                           |
| 402539     | 2006 GE1   | 31 jan 2006 | Mount Lemmon  | Mount Lemmon Survey | —         | MPC                           |
| 402540     | 2006 GD49  | 1 abr 2006  | Siding Spring | SSS                 | —         | MPC                           |
| 402541     | 2006 HY11  | 19 abr 2006 | Kitt Peak     | Spacewatch          | —         | MPC                           |
| 402542     | 2006 HS48  | 24 abr 2006 | Kitt Peak     | Spacewatch          | —         | MPC                           |
| 402543     | 2006 HP66  | 24 abr 2006 | Kitt Peak     | Spacewatch          | —         | MPC                           |
| 402544     | 2006 HH112 | 25 abr 2006 | Mount Lemmon  | Mount Lemmon Survey | —         | MPC                           |
| 402545     | 2006 JN4   | 2 mai 2006  | Mount Lemmon  | Mount Lemmon Survey | —         | MPC                           |
| 402546     | 2006 JJ6   | 2 mai 2006  | Nyukasa       | Mount Nyukasa Stn.  | —         | MPC                           |
| 402547     | 2006 JT9   | 1 mai 2006  | Kitt Peak     | Spacewatch          | —         | MPC                           |
| 402548     | 2006 JX20  | 2 mai 2006  | Kitt Peak     | Spacewatch          | —         | MPC                           |
| 402549     | 2006 JV44  | 7 mai 2006  | Mount Lemmon  | Mount Lemmon Survey | —         | MPC                           |
| 402550     | 2006 KE53  | 7 mai 2006  | Mount Lemmon  | Mount Lemmon Survey | —         | MPC                           |
| 402551     | 2006 KN62  | 22 mai 2006 | Kitt Peak     | Spacewatch          | —         | MPC                           |
| 402552     | 2006 KQ91  | 25 mai 2006 | Kitt Peak     | Spacewatch          | —         | MPC                           |
| 402553     | 2006 KW94  | 25 mai 2006 | Kitt Peak     | Spacewatch          | —         | MPC                           |
| 402554     | 2006 KM108 | 31 mai 2006 | Mount Lemmon  | Mount Lemmon Survey | —         | MPC                           |
| 402555     | 2006 MU5   | 23 mai 2006 | Mount Lemmon  | Mount Lemmon Survey | —         | MPC                           |
| 402556     | 2006 PX27  | 14 ago 2006 | Siding Spring | SSS                 | Juno      | MPC                           |
| 402557     | 2006 QU1   | 17 ago 2006 | Palomar       | NEAT                | —         | MPC                           |
| 402558     | 2006 QD18  | 17 ago 2006 | Palomar       | NEAT                | —         | MPC                           |
| 402559     | 2006 QP19  | 17 ago 2006 | Palomar       | NEAT                | —         | MPC                           |
| 402560     | 2006 QR35  | 17 ago 2006 | Palomar       | NEAT                | —         | MPC                           |
| 402561     | 2006 QP54  | 17 ago 2006 | Palomar       | NEAT                | Pallas    | MPC                           |
| 402562     | 2006 QO60  | 20 ago 2006 | Palomar       | NEAT                | —         | MPC                           |
| 402563     | 2006 QW61  | 22 ago 2006 | Palomar       | NEAT                | —         | MPC                           |
| 402564     | 2006 QA123 | 29 ago 2006 | Catalina      | CSS                 | —         | MPC                           |
| 402565     | 2006 RV4   | 12 set 2006 | Catalina      | CSS                 | —         | MPC                           |
| 402566     | 2006 RK7   | 11 set 2006 | Catalina      | CSS                 | —         | MPC                           |
| 402567     | 2006 RB11  | 12 set 2006 | Catalina      | CSS                 | —         | MPC                           |
| 402568     | 2006 RN25  | 14 set 2006 | Kitt Peak     | Spacewatch          | —         | MPC                           |
| 402569     | 2006 RG26  | 14 set 2006 | Catalina      | CSS                 | —         | MPC                           |
| 402570     | 2006 RV33  | 12 set 2006 | Catalina      | CSS                 | —         | MPC                           |
| 402571     | 2006 RK35  | 14 set 2006 | Catalina      | CSS                 | —         | MPC                           |
| 402572     | 2006 RB47  | 14 set 2006 | Kitt Peak     | Spacewatch          | —         | MPC                           |
| 402573     | 2006 RB52  | 14 set 2006 | Kitt Peak     | Spacewatch          | —         | MPC                           |
| 402574     | 2006 RC53  | 14 set 2006 | Kitt Peak     | Spacewatch          | —         | MPC                           |
| 402575     | 2006 RH53  | 14 set 2006 | Kitt Peak     | Spacewatch          | —         | MPC                           |
| 402576     | 2006 RC54  | 14 set 2006 | Kitt Peak     | Spacewatch          | —         | MPC                           |
| 402577     | 2006 RQ57  | 15 set 2006 | Kitt Peak     | Spacewatch          | —         | MPC                           |
| 402578     | 2006 RX68  | 15 set 2006 | Kitt Peak     | Spacewatch          | —         | MPC                           |
| 402579     | 2006 RO85  | 15 set 2006 | Kitt Peak     | Spacewatch          | —         | MPC                           |
| 402580     | 2006 RA86  | 15 set 2006 | Kitt Peak     | Spacewatch          | —         | MPC                           |
| 402581     | 2006 RX91  | 15 set 2006 | Kitt Peak     | Spacewatch          | —         | MPC                           |
| 402582     | 2006 RF94  | 15 set 2006 | Kitt Peak     | Spacewatch          | —         | MPC                           |
| 402583     | 2006 RG97  | 15 set 2006 | Kitt Peak     | Spacewatch          | —         | MPC                           |
| 402584     | 2006 RJ100 | 14 set 2006 | Catalina      | CSS                 | —         | MPC                           |
| 402585     | 2006 RE102 | 15 set 2006 | Kitt Peak     | Spacewatch          | —         | MPC                           |
| 402586     | 2006 SE22  | 17 set 2006 | Catalina      | CSS                 | —         | MPC                           |
| 402587     | 2006 SQ28  | 29 ago 2006 | Kitt Peak     | Spacewatch          | —         | MPC                           |
| 402588     | 2006 SY28  | 17 set 2006 | Kitt Peak     | Spacewatch          | —         | MPC                           |
| 402589     | 2006 SQ43  | 16 set 2006 | Catalina      | CSS                 | —         | MPC                           |
| 402590     | 2006 SB52  | 18 set 2006 | Catalina      | CSS                 | —         | MPC                           |
| 402591     | 2006 SP77  | 23 set 2006 | Wildberg      | R. Apitzsch         | —         | MPC                           |
| 402592     | 2006 SC91  | 18 set 2006 | Kitt Peak     | Spacewatch          | —         | MPC                           |
| 402593     | 2006 SN92  | 18 set 2006 | Kitt Peak     | Spacewatch          | —         | MPC                           |
| 402594     | 2006 SO96  | 18 set 2006 | Kitt Peak     | Spacewatch          | —         | MPC                           |
| 402595     | 2006 SV97  | 18 set 2006 | Kitt Peak     | Spacewatch          | —         | MPC                           |
| 402596     | 2006 SN105 | 19 set 2006 | Kitt Peak     | Spacewatch          | —         | MPC                           |
| 402597     | 2006 SQ129 | 19 set 2006 | Anderson Mesa | LONEOS              | —         | MPC                           |
| 402598     | 2006 SV146 | 19 set 2006 | Kitt Peak     | Spacewatch          | —         | MPC                           |
| 402599     | 2006 SP150 | 19 set 2006 | Kitt Peak     | Spacewatch          | —         | MPC                           |
| 402600     | 2006 SV151 | 19 set 2006 | Kitt Peak     | Spacewatch          | —         | MPC                           |

## 402601–402700
| Designação | Designação | Descoberta  | Descoberta      | Descobridor(es)     | Categoria | Mais informações / Referência |
| Permanente | Provisória | Data        | Local           | Descobridor(es)     | Categoria | Mais informações / Referência |
| ---------- | ---------- | ----------- | --------------- | ------------------- | --------- | ----------------------------- |
| 402601     | 2006 SB154 | 20 set 2006 | Anderson Mesa   | LONEOS              | —         | MPC                           |
| 402602     | 2006 SK158 | 23 set 2006 | Kitt Peak       | Spacewatch          | —         | MPC                           |
| 402603     | 2006 SU160 | 23 set 2006 | Kitt Peak       | Spacewatch          | —         | MPC                           |
| 402604     | 2006 SG168 | 25 set 2006 | Kitt Peak       | Spacewatch          | —         | MPC                           |
| 402605     | 2006 SU176 | 25 set 2006 | Kitt Peak       | Spacewatch          | —         | MPC                           |
| 402606     | 2006 SC188 | 26 set 2006 | Kitt Peak       | Spacewatch          | —         | MPC                           |
| 402607     | 2006 SJ188 | 26 set 2006 | Kitt Peak       | Spacewatch          | Meliboea  | MPC                           |
| 402608     | 2006 SE214 | 27 set 2006 | Mount Lemmon    | Mount Lemmon Survey | —         | MPC                           |
| 402609     | 2006 SB218 | 21 set 2006 | Wildberg        | R. Apitzsch         | —         | MPC                           |
| 402610     | 2006 SL236 | 26 set 2006 | Mount Lemmon    | Mount Lemmon Survey | —         | MPC                           |
| 402611     | 2006 SD249 | 26 set 2006 | Kitt Peak       | Spacewatch          | —         | MPC                           |
| 402612     | 2006 SY259 | 19 set 2006 | Kitt Peak       | Spacewatch          | —         | MPC                           |
| 402613     | 2006 SN273 | 27 set 2006 | Mount Lemmon    | Mount Lemmon Survey | —         | MPC                           |
| 402614     | 2006 SB280 | 29 set 2006 | Anderson Mesa   | LONEOS              | —         | MPC                           |
| 402615     | 2006 SC296 | 17 set 2006 | Kitt Peak       | Spacewatch          | —         | MPC                           |
| 402616     | 2006 SV313 | 27 set 2006 | Kitt Peak       | Spacewatch          | —         | MPC                           |
| 402617     | 2006 SA318 | 27 set 2006 | Kitt Peak       | Spacewatch          | —         | MPC                           |
| 402618     | 2006 SL318 | 27 set 2006 | Kitt Peak       | Spacewatch          | —         | MPC                           |
| 402619     | 2006 SC337 | 28 set 2006 | Kitt Peak       | Spacewatch          | —         | MPC                           |
| 402620     | 2006 SJ346 | 28 set 2006 | Kitt Peak       | Spacewatch          | —         | MPC                           |
| 402621     | 2006 SE363 | 30 set 2006 | Catalina        | CSS                 | —         | MPC                           |
| 402622     | 2006 SK391 | 18 set 2006 | Kitt Peak       | Spacewatch          | —         | MPC                           |
| 402623     | 2006 SW398 | 17 set 2006 | Kitt Peak       | Spacewatch          | —         | MPC                           |
| 402624     | 2006 SK401 | 28 set 2006 | Mount Lemmon    | Mount Lemmon Survey | —         | MPC                           |
| 402625     | 2006 TO17  | 11 out 2006 | Kitt Peak       | Spacewatch          | —         | MPC                           |
| 402626     | 2006 TT18  | 11 out 2006 | Kitt Peak       | Spacewatch          | —         | MPC                           |
| 402627     | 2006 TK32  | 12 out 2006 | Kitt Peak       | Spacewatch          | —         | MPC                           |
| 402628     | 2006 TC41  | 12 out 2006 | Kitt Peak       | Spacewatch          | —         | MPC                           |
| 402629     | 2006 TH43  | 25 set 2006 | Mount Lemmon    | Mount Lemmon Survey | —         | MPC                           |
| 402630     | 2006 TW44  | 12 out 2006 | Kitt Peak       | Spacewatch          | —         | MPC                           |
| 402631     | 2006 TB50  | 12 out 2006 | Palomar         | NEAT                | —         | MPC                           |
| 402632     | 2006 TL50  | 25 set 2006 | Mount Lemmon    | Mount Lemmon Survey | —         | MPC                           |
| 402633     | 2006 TH59  | 13 out 2006 | Kitt Peak       | Spacewatch          | —         | MPC                           |
| 402634     | 2006 TD60  | 13 out 2006 | Kitt Peak       | Spacewatch          | —         | MPC                           |
| 402635     | 2006 TQ78  | 12 out 2006 | Kitt Peak       | Spacewatch          | —         | MPC                           |
| 402636     | 2006 TS99  | 15 out 2006 | Kitt Peak       | Spacewatch          | —         | MPC                           |
| 402637     | 2006 TC105 | 30 set 2006 | Mount Lemmon    | Mount Lemmon Survey | —         | MPC                           |
| 402638     | 2006 TQ113 | 1 out 2006  | Apache Point    | A. C. Becker        | —         | MPC                           |
| 402639     | 2006 TD118 | 3 out 2006  | Apache Point    | A. C. Becker        | —         | MPC                           |
| 402640     | 2006 TF118 | 3 out 2006  | Apache Point    | A. C. Becker        | —         | MPC                           |
| 402641     | 2006 TV119 | 11 out 2006 | Apache Point    | A. C. Becker        | —         | MPC                           |
| 402642     | 2006 TR124 | 3 out 2006  | Mount Lemmon    | Mount Lemmon Survey | —         | MPC                           |
| 402643     | 2006 TD127 | 4 out 2006  | Mount Lemmon    | Mount Lemmon Survey | —         | MPC                           |
| 402644     | 2006 TJ127 | 4 out 2006  | Mount Lemmon    | Mount Lemmon Survey | —         | MPC                           |
| 402645     | 2006 US6   | 16 out 2006 | Catalina        | CSS                 | —         | MPC                           |
| 402646     | 2006 UN12  | 17 out 2006 | Mount Lemmon    | Mount Lemmon Survey | —         | MPC                           |
| 402647     | 2006 UJ17  | 19 out 2006 | Calvin-Rehoboth | L. A. Molnar        | —         | MPC                           |
| 402648     | 2006 UO24  | 25 set 2006 | Kitt Peak       | Spacewatch          | —         | MPC                           |
| 402649     | 2006 UR39  | 16 out 2006 | Kitt Peak       | Spacewatch          | —         | MPC                           |
| 402650     | 2006 UL46  | 16 out 2006 | Kitt Peak       | Spacewatch          | —         | MPC                           |
| 402651     | 2006 UE55  | 17 out 2006 | Kitt Peak       | Spacewatch          | —         | MPC                           |
| 402652     | 2006 UG71  | 16 out 2006 | Kitt Peak       | Spacewatch          | —         | MPC                           |
| 402653     | 2006 UU77  | 28 set 2006 | Mount Lemmon    | Mount Lemmon Survey | —         | MPC                           |
| 402654     | 2006 UA83  | 17 out 2006 | Kitt Peak       | Spacewatch          | —         | MPC                           |
| 402655     | 2006 UQ86  | 17 out 2006 | Mount Lemmon    | Mount Lemmon Survey | —         | MPC                           |
| 402656     | 2006 UC87  | 17 out 2006 | Mount Lemmon    | Mount Lemmon Survey | —         | MPC                           |
| 402657     | 2006 UK94  | 18 out 2006 | Kitt Peak       | Spacewatch          | —         | MPC                           |
| 402658     | 2006 UR96  | 2 out 2006  | Mount Lemmon    | Mount Lemmon Survey | —         | MPC                           |
| 402659     | 2006 UC99  | 18 out 2006 | Kitt Peak       | Spacewatch          | —         | MPC                           |
| 402660     | 2006 UH104 | 18 out 2006 | Kitt Peak       | Spacewatch          | —         | MPC                           |
| 402661     | 2006 US119 | 19 out 2006 | Kitt Peak       | Spacewatch          | —         | MPC                           |
| 402662     | 2006 UH154 | 21 out 2006 | Catalina        | CSS                 | —         | MPC                           |
| 402663     | 2006 UK164 | 21 out 2006 | Mount Lemmon    | Mount Lemmon Survey | —         | MPC                           |
| 402664     | 2006 UU171 | 21 out 2006 | Mount Lemmon    | Mount Lemmon Survey | —         | MPC                           |
| 402665     | 2006 UZ177 | 16 out 2006 | Catalina        | CSS                 | —         | MPC                           |
| 402666     | 2006 UL192 | 19 out 2006 | Catalina        | CSS                 | —         | MPC                           |
| 402667     | 2006 UB193 | 19 out 2006 | Palomar         | NEAT                | —         | MPC                           |
| 402668     | 2006 UJ199 | 20 out 2006 | Kitt Peak       | Spacewatch          | —         | MPC                           |
| 402669     | 2006 UM212 | 23 out 2006 | Kitt Peak       | Spacewatch          | —         | MPC                           |
| 402670     | 2006 UX221 | 17 out 2006 | Catalina        | CSS                 | —         | MPC                           |
| 402671     | 2006 UN238 | 23 out 2006 | Palomar         | NEAT                | —         | MPC                           |
| 402672     | 2006 UK241 | 23 out 2006 | Catalina        | CSS                 | —         | MPC                           |
| 402673     | 2006 UQ265 | 27 out 2006 | Catalina        | CSS                 | —         | MPC                           |
| 402674     | 2006 UJ273 | 27 out 2006 | Kitt Peak       | Spacewatch          | —         | MPC                           |
| 402675     | 2006 UV279 | 28 out 2006 | Mount Lemmon    | Mount Lemmon Survey | Themis    | MPC                           |
| 402676     | 2006 UN282 | 20 out 2006 | Kitt Peak       | Spacewatch          | —         | MPC                           |
| 402677     | 2006 UV285 | 28 out 2006 | Kitt Peak       | Spacewatch          | —         | MPC                           |
| 402678     | 2006 UF286 | 28 out 2006 | Kitt Peak       | Spacewatch          | —         | MPC                           |
| 402679     | 2006 UH335 | 16 out 2006 | Kitt Peak       | Spacewatch          | —         | MPC                           |
| 402680     | 2006 UE336 | 20 out 2006 | Kitt Peak       | Spacewatch          | —         | MPC                           |
| 402681     | 2006 UM336 | 21 out 2006 | Catalina        | CSS                 | —         | MPC                           |
| 402682     | 2006 UD338 | 23 out 2006 | Mount Lemmon    | Mount Lemmon Survey | —         | MPC                           |
| 402683     | 2006 UF346 | 19 out 2006 | Catalina        | CSS                 | —         | MPC                           |
| 402684     | 2006 UH361 | 19 out 2006 | Catalina        | CSS                 | —         | MPC                           |
| 402685     | 2006 VH2   | 9 nov 2006  | Dax             | Dax Obs.            | —         | MPC                           |
| 402686     | 2006 VO10  | 11 nov 2006 | Catalina        | CSS                 | —         | MPC                           |
| 402687     | 2006 VO11  | 11 nov 2006 | Mount Lemmon    | Mount Lemmon Survey | —         | MPC                           |
| 402688     | 2006 VW22  | 10 nov 2006 | Kitt Peak       | Spacewatch          | —         | MPC                           |
| 402689     | 2006 VA27  | 27 out 2006 | Mount Lemmon    | Mount Lemmon Survey | —         | MPC                           |
| 402690     | 2006 VB37  | 11 nov 2006 | Catalina        | CSS                 | —         | MPC                           |
| 402691     | 2006 VS40  | 12 nov 2006 | Mount Lemmon    | Mount Lemmon Survey | —         | MPC                           |
| 402692     | 2006 VN46  | 31 out 2006 | Mount Lemmon    | Mount Lemmon Survey | —         | MPC                           |
| 402693     | 2006 VQ48  | 10 nov 2006 | Socorro         | LINEAR              | —         | MPC                           |
| 402694     | 2006 VG51  | 10 nov 2006 | Kitt Peak       | Spacewatch          | —         | MPC                           |
| 402695     | 2006 VU52  | 11 nov 2006 | Kitt Peak       | Spacewatch          | —         | MPC                           |
| 402696     | 2006 VU64  | 28 set 2006 | Mount Lemmon    | Mount Lemmon Survey | —         | MPC                           |
| 402697     | 2006 VB65  | 28 out 2006 | Mount Lemmon    | Mount Lemmon Survey | —         | MPC                           |
| 402698     | 2006 VC65  | 11 nov 2006 | Kitt Peak       | Spacewatch          | —         | MPC                           |
| 402699     | 2006 VD68  | 11 nov 2006 | Kitt Peak       | Spacewatch          | —         | MPC                           |
| 402700     | 2006 VY81  | 13 nov 2006 | Kitt Peak       | Spacewatch          | —         | MPC                           |

## 402701–402800
| Designação | Designação | Descoberta  | Descoberta       | Descobridor(es)     | Categoria | Mais informações / Referência |
| Permanente | Provisória | Data        | Local            | Descobridor(es)     | Categoria | Mais informações / Referência |
| ---------- | ---------- | ----------- | ---------------- | ------------------- | --------- | ----------------------------- |
| 402701     | 2006 VK87  | 14 nov 2006 | Catalina         | CSS                 | —         | MPC                           |
| 402702     | 2006 VB90  | 27 set 2006 | Mount Lemmon     | Mount Lemmon Survey | —         | MPC                           |
| 402703     | 2006 VO98  | 11 nov 2006 | Catalina         | CSS                 | —         | MPC                           |
| 402704     | 2006 VH104 | 13 nov 2006 | Catalina         | CSS                 | —         | MPC                           |
| 402705     | 2006 VD110 | 13 nov 2006 | Kitt Peak        | Spacewatch          | —         | MPC                           |
| 402706     | 2006 VT112 | 13 nov 2006 | Kitt Peak        | Spacewatch          | Phocaea   | MPC                           |
| 402707     | 2006 VG121 | 2 nov 2006  | Catalina         | CSS                 | —         | MPC                           |
| 402708     | 2006 VG128 | 15 nov 2006 | Kitt Peak        | Spacewatch          | —         | MPC                           |
| 402709     | 2006 VW129 | 27 set 2006 | Mount Lemmon     | Mount Lemmon Survey | —         | MPC                           |
| 402710     | 2006 VF147 | 15 nov 2006 | Mount Lemmon     | Mount Lemmon Survey | —         | MPC                           |
| 402711     | 2006 VG149 | 19 set 2006 | Catalina         | CSS                 | —         | MPC                           |
| 402712     | 2006 VO150 | 9 nov 2006  | Palomar          | NEAT                | —         | MPC                           |
| 402713     | 2006 VO156 | 13 nov 2006 | Apache Point     | SDSS                | —         | MPC                           |
| 402714     | 2006 WH7   | 16 nov 2006 | Kitt Peak        | Spacewatch          | —         | MPC                           |
| 402715     | 2006 WF12  | 16 nov 2006 | Mount Lemmon     | Mount Lemmon Survey | —         | MPC                           |
| 402716     | 2006 WW17  | 1 nov 2006  | Mount Lemmon     | Mount Lemmon Survey | —         | MPC                           |
| 402717     | 2006 WQ20  | 17 nov 2006 | Mount Lemmon     | Mount Lemmon Survey | —         | MPC                           |
| 402718     | 2006 WT33  | 30 set 2006 | Mount Lemmon     | Mount Lemmon Survey | —         | MPC                           |
| 402719     | 2006 WO36  | 16 nov 2006 | Kitt Peak        | Spacewatch          | —         | MPC                           |
| 402720     | 2006 WK42  | 16 nov 2006 | Kitt Peak        | Spacewatch          | —         | MPC                           |
| 402721     | 2006 WP48  | 16 nov 2006 | Kitt Peak        | Spacewatch          | —         | MPC                           |
| 402722     | 2006 WY55  | 16 nov 2006 | Mount Lemmon     | Mount Lemmon Survey | —         | MPC                           |
| 402723     | 2006 WR56  | 16 nov 2006 | Kitt Peak        | Spacewatch          | —         | MPC                           |
| 402724     | 2006 WR67  | 17 nov 2006 | Kitt Peak        | Spacewatch          | Phocaea   | MPC                           |
| 402725     | 2006 WN70  | 31 out 2006 | Mount Lemmon     | Mount Lemmon Survey | —         | MPC                           |
| 402726     | 2006 WR86  | 18 nov 2006 | Socorro          | LINEAR              | —         | MPC                           |
| 402727     | 2006 WS110 | 11 nov 2006 | Kitt Peak        | Spacewatch          | —         | MPC                           |
| 402728     | 2006 WO123 | 21 nov 2006 | Mount Lemmon     | Mount Lemmon Survey | —         | MPC                           |
| 402729     | 2006 WE125 | 22 nov 2006 | Kitt Peak        | Spacewatch          | —         | MPC                           |
| 402730     | 2006 WE133 | 18 nov 2006 | Kitt Peak        | Spacewatch          | —         | MPC                           |
| 402731     | 2006 WS137 | 19 nov 2006 | Kitt Peak        | Spacewatch          | —         | MPC                           |
| 402732     | 2006 WY154 | 22 nov 2006 | Kitt Peak        | Spacewatch          | —         | MPC                           |
| 402733     | 2006 WJ158 | 22 nov 2006 | Kitt Peak        | Spacewatch          | —         | MPC                           |
| 402734     | 2006 WR158 | 22 nov 2006 | Socorro          | LINEAR              | —         | MPC                           |
| 402735     | 2006 WV163 | 23 out 2006 | Mount Lemmon     | Mount Lemmon Survey | —         | MPC                           |
| 402736     | 2006 WN169 | 23 mar 2004 | Kitt Peak        | Spacewatch          | Themis    | MPC                           |
| 402737     | 2006 WX169 | 23 nov 2006 | Kitt Peak        | Spacewatch          | —         | MPC                           |
| 402738     | 2006 WH177 | 23 nov 2006 | Mount Lemmon     | Mount Lemmon Survey | —         | MPC                           |
| 402739     | 2006 WH201 | 20 nov 2006 | Kitt Peak        | Spacewatch          | —         | MPC                           |
| 402740     | 2006 WX201 | 24 nov 2006 | Mount Lemmon     | Mount Lemmon Survey | —         | MPC                           |
| 402741     | 2006 XL    | 9 dez 2006  | 7300 Observatory | W. K. Y. Yeung      | —         | MPC                           |
| 402742     | 2006 XG6   | 8 dez 2006  | Palomar          | NEAT                | —         | MPC                           |
| 402743     | 2006 XQ13  | 10 dez 2006 | Kitt Peak        | Spacewatch          | —         | MPC                           |
| 402744     | 2006 XD16  | 10 dez 2006 | Anderson Mesa    | LONEOS              | —         | MPC                           |
| 402745     | 2006 XQ26  | 12 dez 2006 | Catalina         | CSS                 | —         | MPC                           |
| 402746     | 2006 XA32  | 9 dez 2006  | Kitt Peak        | Spacewatch          | —         | MPC                           |
| 402747     | 2006 XF32  | 9 dez 2006  | Kitt Peak        | Spacewatch          | —         | MPC                           |
| 402748     | 2006 XA38  | 11 dez 2006 | Kitt Peak        | Spacewatch          | —         | MPC                           |
| 402749     | 2006 XZ46  | 13 dez 2006 | Catalina         | CSS                 | —         | MPC                           |
| 402750     | 2006 XL73  | 15 dez 2006 | Kitt Peak        | Spacewatch          | —         | MPC                           |
| 402751     | 2006 YW11  | 18 dez 2006 | Nyukasa          | Mount Nyukasa Stn.  | —         | MPC                           |
| 402752     | 2006 YM12  | 14 dez 2006 | Mount Lemmon     | Mount Lemmon Survey | —         | MPC                           |
| 402753     | 2006 YQ14  | 25 dez 2006 | Junk Bond        | D. Healy            | —         | MPC                           |
| 402754     | 2006 YW18  | 23 dez 2006 | Mount Lemmon     | Mount Lemmon Survey | —         | MPC                           |
| 402755     | 2006 YK21  | 21 dez 2006 | Kitt Peak        | Spacewatch          | —         | MPC                           |
| 402756     | 2006 YC34  | 21 dez 2006 | Kitt Peak        | Spacewatch          | —         | MPC                           |
| 402757     | 2006 YV48  | 25 dez 2006 | Kitt Peak        | Spacewatch          | —         | MPC                           |
| 402758     | 2007 AT8   | 10 jan 2007 | Nyukasa          | Mount Nyukasa Stn.  | —         | MPC                           |
| 402759     | 2007 AK14  | 9 jan 2007  | Mount Lemmon     | Mount Lemmon Survey | —         | MPC                           |
| 402760     | 2007 AN17  | 14 dez 2006 | Mount Lemmon     | Mount Lemmon Survey | —         | MPC                           |
| 402761     | 2007 AL31  | 15 jan 2007 | Catalina         | CSS                 | —         | MPC                           |
| 402762     | 2007 BF14  | 17 jan 2007 | Kitt Peak        | Spacewatch          | Brangane  | MPC                           |
| 402763     | 2007 BO25  | 17 jan 2007 | Kitt Peak        | Spacewatch          | —         | MPC                           |
| 402764     | 2007 BW29  | 24 jan 2007 | Socorro          | LINEAR              | —         | MPC                           |
| 402765     | 2007 BA33  | 20 dez 2006 | Mount Lemmon     | Mount Lemmon Survey | —         | MPC                           |
| 402766     | 2007 BL41  | 23 nov 2006 | Mount Lemmon     | Mount Lemmon Survey | Brangane  | MPC                           |
| 402767     | 2007 BF47  | 26 jan 2007 | Kitt Peak        | Spacewatch          | —         | MPC                           |
| 402768     | 2007 BS49  | 24 set 2005 | Kitt Peak        | Spacewatch          | —         | MPC                           |
| 402769     | 2007 BA52  | 24 jan 2007 | Kitt Peak        | Spacewatch          | Flora     | MPC                           |
| 402770     | 2007 BS76  | 9 jan 2007  | Kitt Peak        | Spacewatch          | —         | MPC                           |
| 402771     | 2007 BN77  | 17 jan 2007 | Kitt Peak        | Spacewatch          | —         | MPC                           |
| 402772     | 2007 BL78  | 25 jan 2007 | Kitt Peak        | Spacewatch          | —         | MPC                           |
| 402773     | 2007 BO78  | 25 jan 2007 | Kitt Peak        | Spacewatch          | —         | MPC                           |
| 402774     | 2007 BK81  | 27 jan 2007 | Kitt Peak        | Spacewatch          | —         | MPC                           |
| 402775     | 2007 CH3   | 6 fev 2007  | Kitt Peak        | Spacewatch          | —         | MPC                           |
| 402776     | 2007 CR4   | 27 jan 2007 | Kitt Peak        | Spacewatch          | —         | MPC                           |
| 402777     | 2007 CB15  | 27 jan 2007 | Mount Lemmon     | Mount Lemmon Survey | —         | MPC                           |
| 402778     | 2007 CD21  | 27 jan 2007 | Mount Lemmon     | Mount Lemmon Survey | —         | MPC                           |
| 402779     | 2007 CB30  | 6 fev 2007  | Mount Lemmon     | Mount Lemmon Survey | —         | MPC                           |
| 402780     | 2007 CR31  | 14 ago 2004 | Campo Imperatore | CINEOS              | Brangane  | MPC                           |
| 402781     | 2007 CA35  | 6 fev 2007  | Mount Lemmon     | Mount Lemmon Survey | —         | MPC                           |
| 402782     | 2007 CH37  | 6 fev 2007  | Mount Lemmon     | Mount Lemmon Survey | —         | MPC                           |
| 402783     | 2007 CS47  | 27 jan 2007 | Mount Lemmon     | Mount Lemmon Survey | —         | MPC                           |
| 402784     | 2007 CD50  | 12 fev 2007 | Jarnac           | Jarnac Obs.         | —         | MPC                           |
| 402785     | 2007 DZ2   | 8 fev 2007  | Kitt Peak        | Spacewatch          | —         | MPC                           |
| 402786     | 2007 DK5   | 17 fev 2007 | Kitt Peak        | Spacewatch          | —         | MPC                           |
| 402787     | 2007 DA18  | 17 fev 2007 | Kitt Peak        | Spacewatch          | —         | MPC                           |
| 402788     | 2007 DO24  | 17 fev 2007 | Kitt Peak        | Spacewatch          | Brangane  | MPC                           |
| 402789     | 2007 DW29  | 17 fev 2007 | Kitt Peak        | Spacewatch          | —         | MPC                           |
| 402790     | 2007 DE32  | 17 fev 2007 | Kitt Peak        | Spacewatch          | —         | MPC                           |
| 402791     | 2007 DK32  | 17 fev 2007 | Kitt Peak        | Spacewatch          | —         | MPC                           |
| 402792     | 2007 DV34  | 17 fev 2007 | Kitt Peak        | Spacewatch          | —         | MPC                           |
| 402793     | 2007 DO40  | 19 fev 2007 | Mount Lemmon     | Mount Lemmon Survey | —         | MPC                           |
| 402794     | 2007 DL50  | 10 jan 2007 | Mount Lemmon     | Mount Lemmon Survey | Brangane  | MPC                           |
| 402795     | 2007 DO51  | 17 fev 2007 | Kitt Peak        | Spacewatch          | —         | MPC                           |
| 402796     | 2007 DQ51  | 17 fev 2007 | Kitt Peak        | Spacewatch          | —         | MPC                           |
| 402797     | 2007 DN54  | 21 fev 2007 | Kitt Peak        | Spacewatch          | —         | MPC                           |
| 402798     | 2007 DJ61  | 19 fev 2007 | Catalina         | CSS                 | —         | MPC                           |
| 402799     | 2007 DZ61  | 27 dez 2006 | Mount Lemmon     | Mount Lemmon Survey | —         | MPC                           |
| 402800     | 2007 DY62  | 21 fev 2007 | Kitt Peak        | Spacewatch          | —         | MPC                           |

## 402801–402900
| Designação | Designação | Descoberta  | Descoberta      | Descobridor(es)       | Categoria | Mais informações / Referência |
| Permanente | Provisória | Data        | Local           | Descobridor(es)       | Categoria | Mais informações / Referência |
| ---------- | ---------- | ----------- | --------------- | --------------------- | --------- | ----------------------------- |
| 402801     | 2007 DD68  | 21 fev 2007 | Kitt Peak       | Spacewatch            | —         | MPC                           |
| 402802     | 2007 DN68  | 21 fev 2007 | Kitt Peak       | Spacewatch            | —         | MPC                           |
| 402803     | 2007 DD72  | 21 fev 2007 | Kitt Peak       | Spacewatch            | —         | MPC                           |
| 402804     | 2007 DJ72  | 21 fev 2007 | Kitt Peak       | Spacewatch            | —         | MPC                           |
| 402805     | 2007 DS73  | 21 fev 2007 | Kitt Peak       | Spacewatch            | —         | MPC                           |
| 402806     | 2007 DS76  | 22 fev 2007 | Anderson Mesa   | LONEOS                | —         | MPC                           |
| 402807     | 2007 DQ84  | 27 jan 2007 | Mount Lemmon    | Mount Lemmon Survey   | —         | MPC                           |
| 402808     | 2007 DD89  | 28 jan 2007 | Mount Lemmon    | Mount Lemmon Survey   | —         | MPC                           |
| 402809     | 2007 DG91  | 23 fev 2007 | Mount Lemmon    | Mount Lemmon Survey   | —         | MPC                           |
| 402810     | 2007 DO98  | 28 jan 2007 | Mount Lemmon    | Mount Lemmon Survey   | —         | MPC                           |
| 402811     | 2007 DE109 | 17 fev 2007 | Kitt Peak       | Spacewatch            | Brangane  | MPC                           |
| 402812     | 2007 DP114 | 26 fev 2007 | Mount Lemmon    | Mount Lemmon Survey   | —         | MPC                           |
| 402813     | 2007 DL117 | 25 fev 2007 | Mount Lemmon    | Mount Lemmon Survey   | —         | MPC                           |
| 402814     | 2007 EW1   | 9 mar 2007  | Kitt Peak       | Spacewatch            | —         | MPC                           |
| 402815     | 2007 EL33  | 22 fev 2007 | Kitt Peak       | Spacewatch            | —         | MPC                           |
| 402816     | 2007 EJ47  | 9 mar 2007  | Kitt Peak       | Spacewatch            | —         | MPC                           |
| 402817     | 2007 EZ62  | 10 mar 2007 | Kitt Peak       | Spacewatch            | Brangane  | MPC                           |
| 402818     | 2007 EJ63  | 10 mar 2007 | Kitt Peak       | Spacewatch            | —         | MPC                           |
| 402819     | 2007 EJ72  | 25 fev 2007 | Mount Lemmon    | Mount Lemmon Survey   | Brangane  | MPC                           |
| 402820     | 2007 EX98  | 26 fev 2007 | Mount Lemmon    | Mount Lemmon Survey   | —         | MPC                           |
| 402821     | 2007 EK115 | 13 mar 2007 | Mount Lemmon    | Mount Lemmon Survey   | —         | MPC                           |
| 402822     | 2007 EL133 | 9 mar 2007  | Mount Lemmon    | Mount Lemmon Survey   | —         | MPC                           |
| 402823     | 2007 EF146 | 26 fev 2007 | Mount Lemmon    | Mount Lemmon Survey   | —         | MPC                           |
| 402824     | 2007 EL156 | 12 mar 2007 | Kitt Peak       | Spacewatch            | —         | MPC                           |
| 402825     | 2007 EV160 | 26 dez 2006 | Kitt Peak       | Spacewatch            | Brangane  | MPC                           |
| 402826     | 2007 EJ186 | 27 fev 2007 | Kitt Peak       | Spacewatch            | Ursula    | MPC                           |
| 402827     | 2007 EW215 | 24 nov 2006 | Mount Lemmon    | Mount Lemmon Survey   | —         | MPC                           |
| 402828     | 2007 EJ220 | 13 mar 2007 | Mount Lemmon    | Mount Lemmon Survey   | —         | MPC                           |
| 402829     | 2007 FP10  | 7 jan 2006  | Mount Lemmon    | Mount Lemmon Survey   | —         | MPC                           |
| 402830     | 2007 FJ21  | 20 mar 2007 | Mount Lemmon    | Mount Lemmon Survey   | Brangane  | MPC                           |
| 402831     | 2007 FM30  | 13 mar 2007 | Kitt Peak       | Spacewatch            | —         | MPC                           |
| 402832     | 2007 FJ39  | 16 mar 2007 | Mount Lemmon    | Mount Lemmon Survey   | Brangane  | MPC                           |
| 402833     | 2007 FB45  | 16 mar 2007 | Mount Lemmon    | Mount Lemmon Survey   | —         | MPC                           |
| 402834     | 2007 GQ11  | 11 mar 2007 | Kitt Peak       | Spacewatch            | —         | MPC                           |
| 402835     | 2007 GX27  | 26 mar 2007 | Catalina        | CSS                   | —         | MPC                           |
| 402836     | 2007 GW31  | 15 abr 2007 | Catalina        | CSS                   | —         | MPC                           |
| 402837     | 2007 HM12  | 26 mar 2007 | Kitt Peak       | Spacewatch            | —         | MPC                           |
| 402838     | 2007 HY24  | 18 abr 2007 | Kitt Peak       | Spacewatch            | —         | MPC                           |
| 402839     | 2007 HR72  | 14 mar 2007 | Kitt Peak       | Spacewatch            | —         | MPC                           |
| 402840     | 2007 HV95  | 26 mar 2007 | Mount Lemmon    | Mount Lemmon Survey   | —         | MPC                           |
| 402841     | 2007 LE1   | 25 abr 2007 | Mount Lemmon    | Mount Lemmon Survey   | —         | MPC                           |
| 402842     | 2007 MX6   | 18 jun 2007 | Kitt Peak       | Spacewatch            | —         | MPC                           |
| 402843     | 2007 PX    | 4 ago 2007  | Reedy Creek     | J. Broughton          | —         | MPC                           |
| 402844     | 2007 PY21  | 9 ago 2007  | Socorro         | LINEAR                | —         | MPC                           |
| 402845     | 2007 PE46  | 9 ago 2007  | Kitt Peak       | Spacewatch            | —         | MPC                           |
| 402846     | 2007 PU50  | 8 ago 2007  | Socorro         | LINEAR                | Flora     | MPC                           |
| 402847     | 2007 QQ7   | 21 ago 2007 | Anderson Mesa   | LONEOS                | —         | MPC                           |
| 402848     | 2007 QU7   | 21 ago 2007 | Anderson Mesa   | LONEOS                | —         | MPC                           |
| 402849     | 2007 QT14  | 24 ago 2007 | Kitt Peak       | Spacewatch            | —         | MPC                           |
| 402850     | 2007 QV16  | 22 ago 2007 | Anderson Mesa   | LONEOS                | —         | MPC                           |
| 402851     | 2007 RE11  | 5 set 2007  | Siding Spring   | K. Sárneczky, L. Kiss | —         | MPC                           |
| 402852     | 2007 RE12  | 9 set 2007  | Vicques         | M. Ory                | —         | MPC                           |
| 402853     | 2007 RE18  | 12 set 2007 | Hibiscus        | N. Teamo, J.-C. Pelle | —         | MPC                           |
| 402854     | 2007 RD36  | 8 set 2007  | Anderson Mesa   | LONEOS                | —         | MPC                           |
| 402855     | 2007 RY46  | 9 set 2007  | Kitt Peak       | Spacewatch            | —         | MPC                           |
| 402856     | 2007 RM83  | 10 set 2007 | Mount Lemmon    | Mount Lemmon Survey   | —         | MPC                           |
| 402857     | 2007 RT91  | 10 set 2007 | Mount Lemmon    | Mount Lemmon Survey   | —         | MPC                           |
| 402858     | 2007 RW91  | 10 set 2007 | Mount Lemmon    | Mount Lemmon Survey   | Mitidika  | MPC                           |
| 402859     | 2007 RQ93  | 10 set 2007 | Kitt Peak       | Spacewatch            | —         | MPC                           |
| 402860     | 2007 RP94  | 10 set 2007 | Kitt Peak       | Spacewatch            | —         | MPC                           |
| 402861     | 2007 RP96  | 10 set 2007 | Kitt Peak       | Spacewatch            | Juno      | MPC                           |
| 402862     | 2007 RR105 | 11 set 2007 | Catalina        | CSS                   | Pallas    | MPC                           |
| 402863     | 2007 RW126 | 12 set 2007 | Mount Lemmon    | Mount Lemmon Survey   | —         | MPC                           |
| 402864     | 2007 RM136 | 14 set 2007 | Mount Lemmon    | Mount Lemmon Survey   | —         | MPC                           |
| 402865     | 2007 RN145 | 14 set 2007 | Socorro         | LINEAR                | —         | MPC                           |
| 402866     | 2007 RF149 | 12 set 2007 | Anderson Mesa   | LONEOS                | —         | MPC                           |
| 402867     | 2007 RT149 | 12 set 2007 | Catalina        | CSS                   | —         | MPC                           |
| 402868     | 2007 RV181 | 11 set 2007 | Mount Lemmon    | Mount Lemmon Survey   | —         | MPC                           |
| 402869     | 2007 RY194 | 12 set 2007 | Kitt Peak       | Spacewatch            | Juno      | MPC                           |
| 402870     | 2007 RM204 | 9 set 2007  | Kitt Peak       | Spacewatch            | —         | MPC                           |
| 402871     | 2007 RF205 | 9 set 2007  | Kitt Peak       | Spacewatch            | —         | MPC                           |
| 402872     | 2007 RA206 | 10 set 2007 | Mount Lemmon    | Mount Lemmon Survey   | —         | MPC                           |
| 402873     | 2007 RS212 | 12 set 2007 | Catalina        | CSS                   | —         | MPC                           |
| 402874     | 2007 RB223 | 11 set 2007 | Mount Lemmon    | Mount Lemmon Survey   | —         | MPC                           |
| 402875     | 2007 RQ223 | 8 set 2007  | Mount Lemmon    | Mount Lemmon Survey   | —         | MPC                           |
| 402876     | 2007 RN229 | 11 set 2007 | Mount Lemmon    | Mount Lemmon Survey   | —         | MPC                           |
| 402877     | 2007 RS239 | 14 set 2007 | Catalina        | CSS                   | —         | MPC                           |
| 402878     | 2007 RN248 | 8 mar 1995  | Kitt Peak       | Spacewatch            | —         | MPC                           |
| 402879     | 2007 RV259 | 14 set 2007 | Kitt Peak       | Spacewatch            | —         | MPC                           |
| 402880     | 2007 RM261 | 14 set 2007 | Kitt Peak       | Spacewatch            | —         | MPC                           |
| 402881     | 2007 RV268 | 15 set 2007 | Kitt Peak       | Spacewatch            | —         | MPC                           |
| 402882     | 2007 RA297 | 9 set 2007  | Kitt Peak       | Spacewatch            | —         | MPC                           |
| 402883     | 2007 RC299 | 13 set 2007 | Mount Lemmon    | Mount Lemmon Survey   | —         | MPC                           |
| 402884     | 2007 RE302 | 12 set 2007 | Mount Lemmon    | Mount Lemmon Survey   | —         | MPC                           |
| 402885     | 2007 RQ312 | 13 set 2007 | Mount Lemmon    | Mount Lemmon Survey   | —         | MPC                           |
| 402886     | 2007 RD320 | 13 set 2007 | Mount Lemmon    | Mount Lemmon Survey   | —         | MPC                           |
| 402887     | 2007 RW320 | 8 set 2007  | Anderson Mesa   | LONEOS                | —         | MPC                           |
| 402888     | 2007 RT322 | 13 set 2007 | Catalina        | CSS                   | —         | MPC                           |
| 402889     | 2007 RJ324 | 15 set 2007 | Mount Lemmon    | Mount Lemmon Survey   | —         | MPC                           |
| 402890     | 2007 SR2   | 19 set 2007 | Dauban          | Chante-Perdrix Obs.   | —         | MPC                           |
| 402891     | 2007 SF3   | 11 set 2007 | Purple Mountain | PMO NEO               | —         | MPC                           |
| 402892     | 2007 SG3   | 16 set 2007 | Socorro         | LINEAR                | —         | MPC                           |
| 402893     | 2007 SQ9   | 18 set 2007 | Kitt Peak       | Spacewatch            | —         | MPC                           |
| 402894     | 2007 SC19  | 26 set 2007 | Mount Lemmon    | Mount Lemmon Survey   | —         | MPC                           |
| 402895     | 2007 TD5   | 20 set 2007 | Catalina        | CSS                   | —         | MPC                           |
| 402896     | 2007 TC10  | 6 out 2007  | Socorro         | LINEAR                | Mitidika  | MPC                           |
| 402897     | 2007 TW11  | 5 set 2007  | Mount Lemmon    | Mount Lemmon Survey   | —         | MPC                           |
| 402898     | 2007 TJ12  | 6 out 2007  | Socorro         | LINEAR                | Juno      | MPC                           |
| 402899     | 2007 TE17  | 7 out 2007  | Calvin-Rehoboth | Calvin–Rehoboth Obs.  | —         | MPC                           |
| 402900     | 2007 TL20  | 14 set 2007 | Mount Lemmon    | Mount Lemmon Survey   | —         | MPC                           |

## 402901–403000
| Designação     | Designação | Descoberta  | Descoberta       | Descobridor(es)     | Categoria | Mais informações / Referência |
| Permanente     | Provisória | Data        | Local            | Descobridor(es)     | Categoria | Mais informações / Referência |
| -------------- | ---------- | ----------- | ---------------- | ------------------- | --------- | ----------------------------- |
| 402901         | 2007 TF36  | 4 set 2007  | Catalina         | CSS                 | —         | MPC                           |
| 402902         | 2007 TG38  | 4 out 2007  | Catalina         | CSS                 | Mitidika  | MPC                           |
| 402903         | 2007 TH38  | 4 out 2007  | Catalina         | CSS                 | —         | MPC                           |
| 402904         | 2007 TY41  | 12 set 2007 | Mount Lemmon     | Mount Lemmon Survey | —         | MPC                           |
| 402905         | 2007 TU43  | 7 out 2007  | Kitt Peak        | Spacewatch          | —         | MPC                           |
| 402906         | 2007 TU52  | 4 out 2007  | Kitt Peak        | Spacewatch          | —         | MPC                           |
| 402907         | 2007 TF56  | 4 out 2007  | Kitt Peak        | Spacewatch          | —         | MPC                           |
| 402908         | 2007 TW57  | 9 set 2007  | Mount Lemmon     | Mount Lemmon Survey | Mitidika  | MPC                           |
| 402909         | 2007 TL68  | 10 out 2007 | Mount Lemmon     | Mount Lemmon Survey | —         | MPC                           |
| 402910         | 2007 TC72  | 14 out 2007 | Bergisch Gladbac | W. Bickel           | —         | MPC                           |
| 402911         | 2007 TB78  | 5 out 2007  | Kitt Peak        | Spacewatch          | —         | MPC                           |
| 402912         | 2007 TG80  | 7 out 2007  | Catalina         | CSS                 | Mitidika  | MPC                           |
| 402913         | 2007 TM97  | 8 out 2007  | Anderson Mesa    | LONEOS              | —         | MPC                           |
| 402914         | 2007 TB122 | 8 set 2007  | Mount Lemmon     | Mount Lemmon Survey | Mitidika  | MPC                           |
| 402915         | 2007 TW126 | 6 out 2007  | Kitt Peak        | Spacewatch          | —         | MPC                           |
| 402916         | 2007 TE130 | 6 out 2007  | Kitt Peak        | Spacewatch          | —         | MPC                           |
| 402917         | 2007 TV130 | 11 set 2007 | Catalina         | CSS                 | —         | MPC                           |
| 402918         | 2007 TD137 | 8 out 2007  | Kitt Peak        | Spacewatch          | —         | MPC                           |
| 402919         | 2007 TK140 | 9 out 2007  | Mount Lemmon     | Mount Lemmon Survey | —         | MPC                           |
| 402920 Tsawout | 2007 TH142 | 7 out 2007  | Mauna Kea        | D. D. Balam         | Juno      | MPC                           |
| 402921         | 2007 TD143 | 9 out 2007  | Goodricke-Pigott | R. A. Tucker        | —         | MPC                           |
| 402922         | 2007 TG150 | 9 out 2007  | Socorro          | LINEAR              | —         | MPC                           |
| 402923         | 2007 TX151 | 13 set 2007 | Kitt Peak        | Spacewatch          | —         | MPC                           |
| 402924         | 2007 TP156 | 5 set 2007  | Mount Lemmon     | Mount Lemmon Survey | —         | MPC                           |
| 402925         | 2007 TN157 | 20 set 2007 | Catalina         | CSS                 | —         | MPC                           |
| 402926         | 2007 TT162 | 11 out 2007 | Socorro          | LINEAR              | Pallas    | MPC                           |
| 402927         | 2007 TS165 | 11 out 2007 | Socorro          | LINEAR              | —         | MPC                           |
| 402928         | 2007 TD172 | 13 out 2007 | Socorro          | LINEAR              | —         | MPC                           |
| 402929         | 2007 TU176 | 6 out 2007  | Kitt Peak        | Spacewatch          | —         | MPC                           |
| 402930         | 2007 TJ181 | 8 out 2007  | Anderson Mesa    | LONEOS              | —         | MPC                           |
| 402931         | 2007 TJ213 | 7 out 2007  | Kitt Peak        | Spacewatch          | —         | MPC                           |
| 402932         | 2007 TN213 | 7 out 2007  | Kitt Peak        | Spacewatch          | —         | MPC                           |
| 402933         | 2007 TB214 | 7 out 2007  | Kitt Peak        | Spacewatch          | —         | MPC                           |
| 402934         | 2007 TO223 | 10 out 2007 | Catalina         | CSS                 | —         | MPC                           |
| 402935         | 2007 TH239 | 10 out 2007 | Mount Lemmon     | Mount Lemmon Survey | —         | MPC                           |
| 402936         | 2007 TP243 | 12 set 2007 | Catalina         | CSS                 | —         | MPC                           |
| 402937         | 2007 TQ252 | 7 out 2007  | Mount Lemmon     | Mount Lemmon Survey | —         | MPC                           |
| 402938         | 2007 TO260 | 10 out 2007 | Kitt Peak        | Spacewatch          | Pallas    | MPC                           |
| 402939         | 2007 TP262 | 10 out 2007 | Kitt Peak        | Spacewatch          | Mitidika  | MPC                           |
| 402940         | 2007 TK266 | 12 out 2007 | Kitt Peak        | Spacewatch          | —         | MPC                           |
| 402941         | 2007 TA275 | 11 out 2007 | Catalina         | CSS                 | Pallas    | MPC                           |
| 402942         | 2007 TT311 | 11 out 2007 | Mount Lemmon     | Mount Lemmon Survey | —         | MPC                           |
| 402943         | 2007 TZ322 | 11 out 2007 | Catalina         | CSS                 | —         | MPC                           |
| 402944         | 2007 TT331 | 11 out 2007 | Kitt Peak        | Spacewatch          | —         | MPC                           |
| 402945         | 2007 TB333 | 11 out 2007 | Kitt Peak        | Spacewatch          | —         | MPC                           |
| 402946         | 2007 TN348 | 9 ago 2007  | Socorro          | LINEAR              | —         | MPC                           |
| 402947         | 2007 TS355 | 11 out 2007 | Catalina         | CSS                 | —         | MPC                           |
| 402948         | 2007 TT362 | 14 out 2007 | Mount Lemmon     | Mount Lemmon Survey | —         | MPC                           |
| 402949         | 2007 TL364 | 15 out 2007 | Mount Lemmon     | Mount Lemmon Survey | Juno      | MPC                           |
| 402950         | 2007 TV366 | 9 out 2007  | Kitt Peak        | Spacewatch          | —         | MPC                           |
| 402951         | 2007 TK369 | 7 out 2007  | Kitt Peak        | Spacewatch          | —         | MPC                           |
| 402952         | 2007 TD376 | 15 out 2007 | Kitt Peak        | Spacewatch          | —         | MPC                           |
| 402953         | 2007 TL378 | 12 out 2007 | Mount Lemmon     | Mount Lemmon Survey | —         | MPC                           |
| 402954         | 2007 TV385 | 15 out 2007 | Catalina         | CSS                 | Juno      | MPC                           |
| 402955         | 2007 TN386 | 15 out 2007 | Catalina         | CSS                 | —         | MPC                           |
| 402956         | 2007 TP388 | 13 out 2007 | Mount Lemmon     | Mount Lemmon Survey | Mitidika  | MPC                           |
| 402957         | 2007 TJ400 | 13 out 2007 | Catalina         | CSS                 | —         | MPC                           |
| 402958         | 2007 TG406 | 15 out 2007 | Catalina         | CSS                 | Pallas    | MPC                           |
| 402959         | 2007 TU406 | 15 out 2007 | Catalina         | CSS                 | Mitidika  | MPC                           |
| 402960         | 2007 TT433 | 12 out 2007 | Catalina         | CSS                 | —         | MPC                           |
| 402961         | 2007 TY435 | 14 out 2007 | Mount Lemmon     | Mount Lemmon Survey | —         | MPC                           |
| 402962         | 2007 TM439 | 4 out 2007  | Kitt Peak        | Spacewatch          | —         | MPC                           |
| 402963         | 2007 TR447 | 13 out 2007 | Socorro          | LINEAR              | —         | MPC                           |
| 402964         | 2007 UP3   | 17 out 2007 | Andrushivka      | Andrushivka Obs.    | —         | MPC                           |
| 402965         | 2007 UT4   | 17 out 2007 | Dauban           | Chante-Perdrix Obs. | —         | MPC                           |
| 402966         | 2007 UE9   | 17 out 2007 | Anderson Mesa    | LONEOS              | Juno      | MPC                           |
| 402967         | 2007 UG18  | 10 out 2007 | Catalina         | CSS                 | —         | MPC                           |
| 402968         | 2007 UT29  | 25 set 2007 | Mount Lemmon     | Mount Lemmon Survey | —         | MPC                           |
| 402969         | 2007 UY47  | 20 out 2007 | Mount Lemmon     | Mount Lemmon Survey | —         | MPC                           |
| 402970         | 2007 UB49  | 21 out 2007 | Kitt Peak        | Spacewatch          | —         | MPC                           |
| 402971         | 2007 UG56  | 30 out 2007 | Mount Lemmon     | Mount Lemmon Survey | —         | MPC                           |
| 402972         | 2007 UZ59  | 30 out 2007 | Mount Lemmon     | Mount Lemmon Survey | —         | MPC                           |
| 402973         | 2007 UB96  | 20 out 2007 | Catalina         | CSS                 | —         | MPC                           |
| 402974         | 2007 UT96  | 30 out 2007 | Kitt Peak        | Spacewatch          | —         | MPC                           |
| 402975         | 2007 UX114 | 31 out 2007 | Kitt Peak        | Spacewatch          | —         | MPC                           |
| 402976         | 2007 UM132 | 20 out 2007 | Catalina         | CSS                 | Pallas    | MPC                           |
| 402977         | 2007 UD136 | 30 out 2007 | Catalina         | CSS                 | —         | MPC                           |
| 402978         | 2007 UT138 | 20 out 2007 | Mount Lemmon     | Mount Lemmon Survey | —         | MPC                           |
| 402979         | 2007 US140 | 20 out 2007 | Socorro          | LINEAR              | —         | MPC                           |
| 402980         | 2007 UZ141 | 24 out 2007 | Mount Lemmon     | Mount Lemmon Survey | Pallas    | MPC                           |
| 402981         | 2007 VF12  | 4 nov 2007  | La Sagra         | Mallorca Obs.       | —         | MPC                           |
| 402982         | 2007 VV14  | 1 nov 2007  | Kitt Peak        | Spacewatch          | —         | MPC                           |
| 402983         | 2007 VP40  | 10 out 2007 | Mount Lemmon     | Mount Lemmon Survey | —         | MPC                           |
| 402984         | 2007 VZ58  | 1 nov 2007  | Kitt Peak        | Spacewatch          | —         | MPC                           |
| 402985         | 2007 VN73  | 2 nov 2007  | Kitt Peak        | Spacewatch          | —         | MPC                           |
| 402986         | 2007 VJ80  | 3 nov 2007  | Kitt Peak        | Spacewatch          | Mitidika  | MPC                           |
| 402987         | 2007 VX85  | 10 out 2007 | Anderson Mesa    | LONEOS              | —         | MPC                           |
| 402988         | 2007 VX87  | 26 set 2007 | Mount Lemmon     | Mount Lemmon Survey | —         | MPC                           |
| 402989         | 2007 VF89  | 4 nov 2007  | Socorro          | LINEAR              | Mitidika  | MPC                           |
| 402990         | 2007 VJ100 | 2 nov 2007  | Kitt Peak        | Spacewatch          | —         | MPC                           |
| 402991         | 2007 VJ151 | 7 nov 2007  | Kitt Peak        | Spacewatch          | —         | MPC                           |
| 402992         | 2007 VQ153 | 5 out 2007  | Kitt Peak        | Spacewatch          | —         | MPC                           |
| 402993         | 2007 VB162 | 16 out 2007 | Mount Lemmon     | Mount Lemmon Survey | —         | MPC                           |
| 402994         | 2007 VU166 | 5 nov 2007  | Kitt Peak        | Spacewatch          | —         | MPC                           |
| 402995         | 2007 VC199 | 9 nov 2007  | Mount Lemmon     | Mount Lemmon Survey | —         | MPC                           |
| 402996         | 2007 VD228 | 2 nov 2007  | Kitt Peak        | Spacewatch          | —         | MPC                           |
| 402997         | 2007 VO232 | 7 nov 2007  | Kitt Peak        | Spacewatch          | —         | MPC                           |
| 402998         | 2007 VQ243 | 11 nov 2007 | Bisei SG Center  | BATTeRS             | —         | MPC                           |
| 402999         | 2007 VJ264 | 13 nov 2007 | Kitt Peak        | Spacewatch          | Mitidika  | MPC                           |
| 403000         | 2007 VJ265 | 3 nov 2007  | Kitt Peak        | Spacewatch          | —         | MPC                           |